# Junkers Ju 52/3m

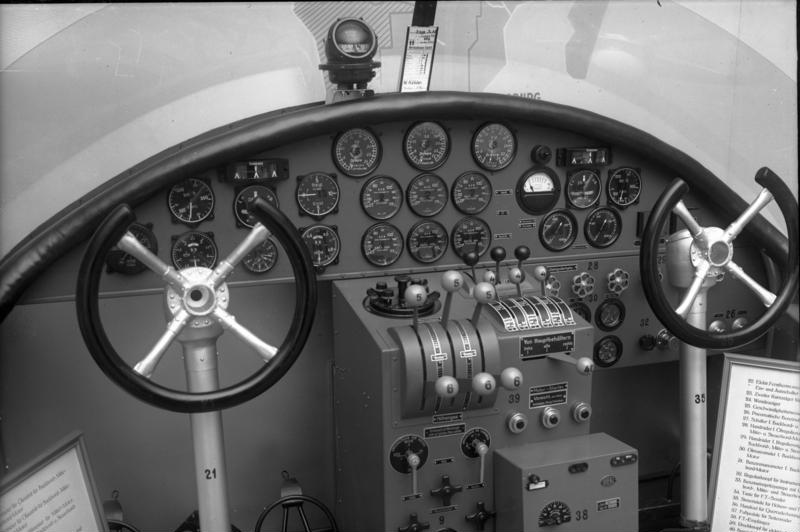
Cockpit einer Ju 52, 1934

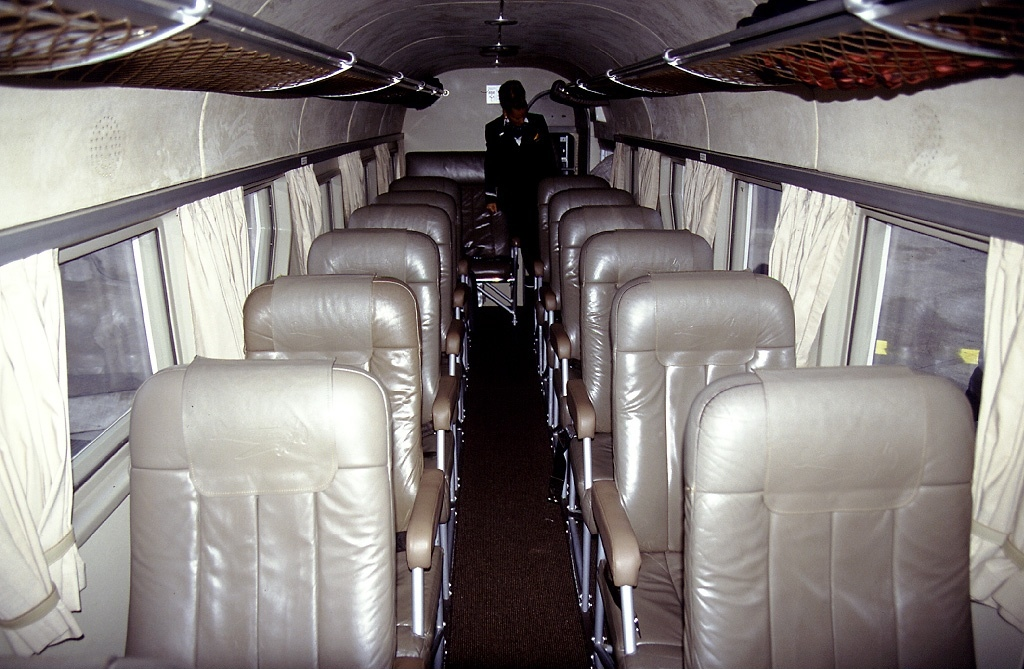
Kabine einer Ju 52

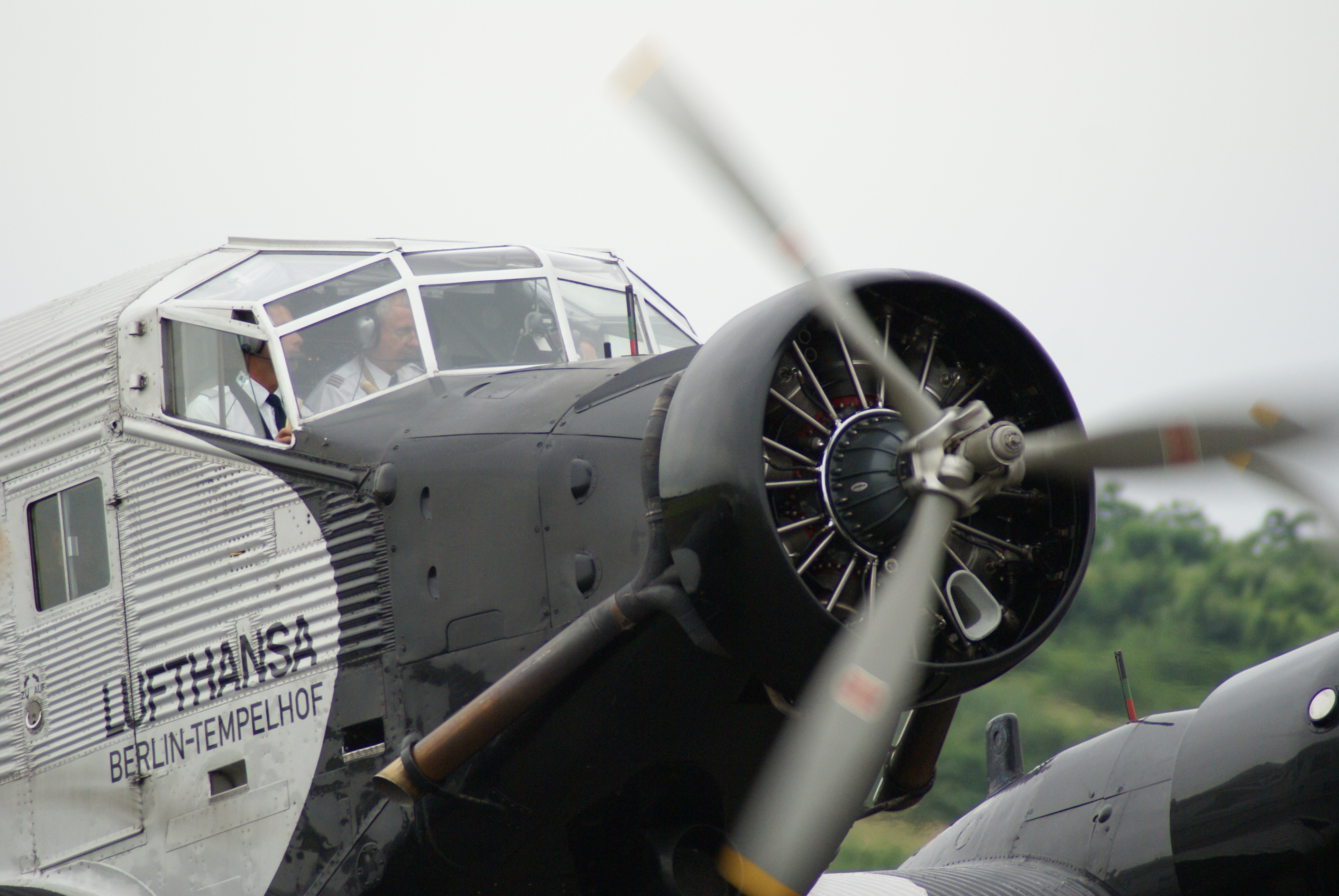
Ju 52

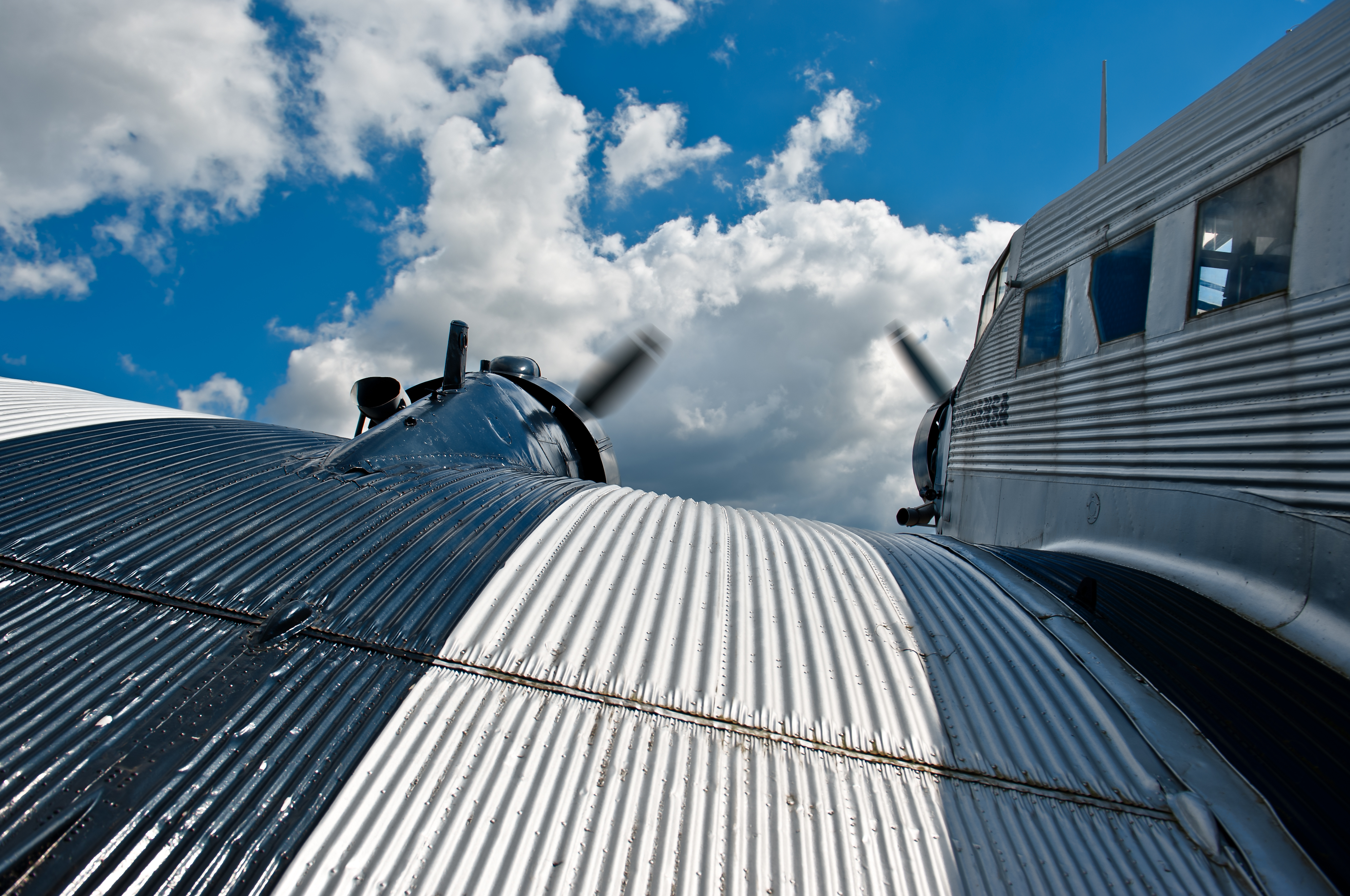
Wellblechbeplankung des Flügels

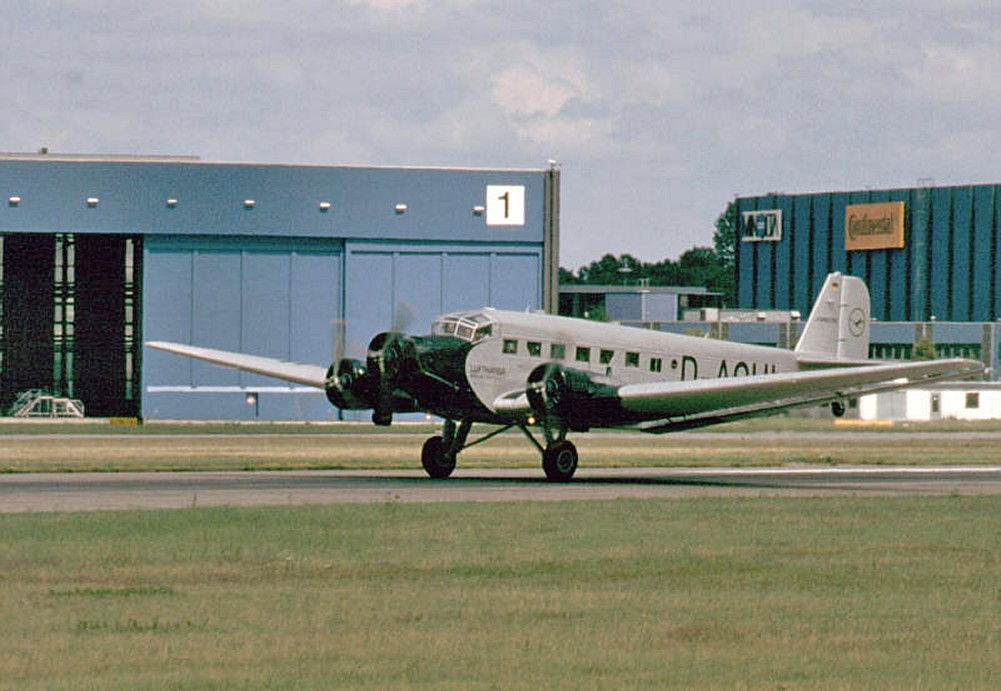
Junkers Ju 52/3m der Lufthansa beim Start

Die Junkers Ju 52 (Spitzname: „Tante Ju“; im englischen Sprachraum: „Iron Annie“) ist ein dreimotoriges Verkehrs- und Transportflugzeug des deutschen Herstellers Junkers Flugzeugwerk AG in Dessau. Das heute als Ju 52 bekannte Flugzeug ist die dreimotorige Ausführung Junkers Ju 52/3m aus dem Jahr 1932, die aus dem einmotorigen Modell Ju 52/1m hervorging.

## Geschichte
Die Junkers Ju 52 war ursprünglich als einmotoriges, wenn möglich mit einem Dieselmotor ausgerüstetes, Frachtflugzeug geplant, das in Gegenden mit schlechter Infrastruktur große Frachtmengen befördern sollte. Dabei wurde großer Wert auf einen geringen Wartungsaufwand gelegt. Die Entwicklung der Ju 52 konnte seitens des Reichswehrministeriums (RWM) dahingehend beeinflusst werden, dass militärische Belange bei der Konstruktion berücksichtigt wurden: Das Transportflugzeug sollte ohne großen Aufwand in einen Bomber umgebaut werden können. Bereits in den Planungen wurde auch eine dreimotorige Version als Verkehrsflugzeug entworfen, die aber ursprünglich nicht gebaut werden sollte. Erst auf Druck der Deutschen Luft Hansa, besonders durch Direktor Erhard Milch, fiel 1931 die Entscheidung, die dreimotorige Version in das Bauprogramm mit aufzunehmen.
Die Auslegung der Ju 52 stellte eine echte Innovation im Flugzeugbau dar, weil die militärische Version dieses Flugzeugs ohne Umbau erstellt werden konnte. Die Grundauslegung bestand aus einem statisch hochbeanspruchbaren Aufbau, einem geteilten Fahrgestell, das einen durchgehenden Raum zur Aufnahme einer Bombenabwurfvorrichtung mit Bomben ermöglichte, einer besonderen Unterteilung des Frachtraums und einer Ladeluke an der Rumpfoberseite, die den nachträglichen Einbau eines MG-Standes ermöglichte. Die ersten 700 gebauten Exemplare besaßen im Rumpfboden Klappen, über die nachträglich zwei Bombenschächte montiert werden konnten; diese wurden serienmäßig mitgeliefert. Weitere Klappen ermöglichten unter dem Flugzeug den Einbau eines ausfahrbaren Gondeltopfes (der sog. „Eimer“) mit einem MG-Stand für den Bordschützen. Diese Auslegung machte sich 1933 bezahlt, als Junkers den Auftrag über 450 Behelfsbomber „Ju 52/3m g3e“, in der dreimotorigen Ausführung im Rahmen des Rheinland-Programms erhielt. Die Entwicklungskosten der einmotorigen Version lagen bei 1,3 Mio. RM. Es ist anzunehmen, dass zumindest Teile dieser Summe als Bezahlung für die Einflussnahme durch das RWM an Junkers geflossen sind. Insgesamt sind etwa 4.800 Maschinen dieser Ju 52/3m produziert worden, davon etwa 1.900 vor dem Ausbruch des Zweiten Weltkriegs.
Ausgerüstet mit den patentierten Junkers-Doppelflügeln sollte es die Möglichkeit bieten, 15 Passagiere (zuzüglich zwei im Bedarfsfall auf Notsitzen) auch von und zu Behelfsflugplätzen mit kurzer Startbahn zu transportieren. Das heute als Ju 52 bekannte Flugzeug ist die dreimotorige Ausführung Junkers Ju 52/3m, die aus dem einmotorigen Modell Ju 52/1m hervorging. Ihren Erstflug als dreimotorige Maschine machte die Junkers Ju 52 am 7. März 1932. Kurioserweise wurden die ersten beiden je gebauten Ju 52/3m (Werknummern 4008 – eigentlich eine umgebaute Ju 52 ce – und 4009) in Bolivien und nicht wie allgemein oft angenommen in Deutschland in Dienst gestellt. Die dreimotorige Ausführung der Ju 52 prägte den zivilen Luftverkehr.
Charakteristische Konstruktionsmerkmale dieser Maschine sind die Wellblechbeplankung (wie bei vielen Junkers-Flugzeugen) und die drei Motoren. Die Ju 52 diente dem Nazi-Regime in der Legion Condor im Spanischen Bürgerkrieg als Transporter und Bomber sowie der Reichsluftwaffe im Zweiten Weltkrieg als Transportmaschine. Sie überzeugte besonders wegen ihrer Zuverlässigkeit und niedrigen Landegeschwindigkeit.

## Einsatz der Junkers Ju 52/3m

### Zivile Nutzung

#### Der Durchbruch

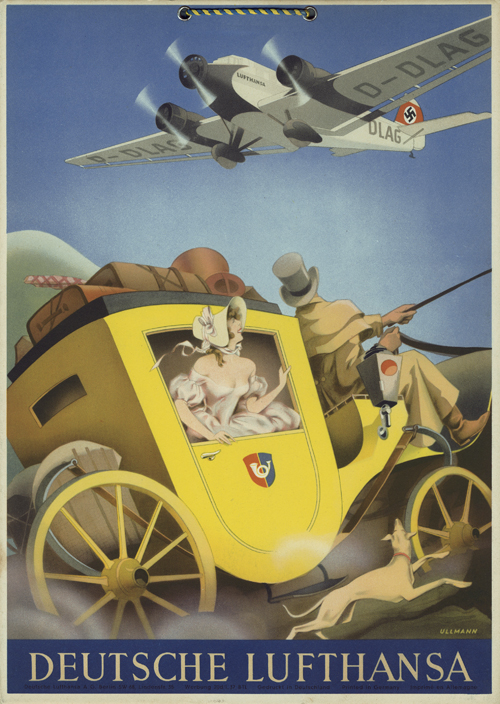
Eine Ju 52 über einer Postkutsche;
Plakat-Entwurf von Max Ullmann, 1936

Kurz nach dem Erstflug übernahm die „Deutsche Luft Hansa AG“ im Mai 1932 die erste Junkers Ju 52/3m.
Im Juli nahm diese Maschine auf dem Flugplatz Dübendorf bei Zürich am Internationalen Flugmeeting Zürich teil, wo sie sich gegen Konkurrenten wie die Dornier Do K und Fokker F.XII durchsetzte.
Auf dem Heimweg nach Berlin am 29. Juli 1932 rammte die D-2201 nach einer Zwischenlandung auf dem Oberwiesenfeld bei München in etwa 300 Metern Höhe ein Schulflugzeug vom Typ Udet U 12 Flamingo. Das Schulflugzeug stieß im Steigflug gegen das linke Fahrwerk, der linke Motor der Ju 52 wurde fast abgerissen, der Flügel war beschädigt und der Rumpf hatte große Löcher.
Flugkapitän Polte und der Mechaniker Hänsgen erkannten die Ursache der explosionsartigen Schäden zunächst nicht; es gelang ihnen aber, das Flugzeug mit den Passagieren, unter ihnen Erhard Milch, Direktor der Lufthansa, sicher auf einem Kornfeld notzulanden. Der Flugschüler kam bei dem Absturz ums Leben.

#### Sicherheit und Komfort
Die Maschine war bei den Passagieren beliebt, weil sie hohen Komfort bot und sich durch einen sicheren und pünktlichen Betrieb auszeichnete. Auch schwierigste Strecken über die Alpen oder über die Anden wurden mit der Ju 52/3m sicher und zuverlässig gemeistert. Da die Maschine über keine Druckkabine verfügte, aber durchaus Flughöhen von mehr als 3000 Metern geflogen wurden, gab es Sauerstoffmasken für die Passagiere. Außerdem war die Kabine mit einer Heizung ausgestattet. Zur Information der Passagiere trugen ein Bordinformationssystem mit Höhenmesser und Thermometer sowie ausgelegte Flugkarten bei.

#### Konkurrenz durch die Douglas DC-3
Als andere europäische Fluggesellschaften begannen, die Douglas DC-2 und DC-3 einzusetzen, die mit nur zwei Motoren und einer wesentlich größeren Passagierkapazität deutlich wirtschaftlicher waren und durch ihre moderne Bauweise mit Glattblechbeplankung und Einziehfahrwerk auch die Flugleistungen der Ju 52/3m deutlich übertrafen, musste die Lufthansa nach einem Nachfolgemodell suchen. Aus diesen Überlegungen ging die Ju 252 hervor, welche die Leistungen der Ju 52 deutlich übertraf und ähnliche Leistungen wie die DC-3 erzielte. Da die Ju 252 erst im Krieg fertig wurde und nur in geringen Stückzahlen gebaut wurde, kam sie nur bei der deutschen Luftwaffe zum Einsatz.

#### Fluggesellschaften in Europa
DNL
Die Fluggesellschaft Det Norske Luftfartselskap lieh sich zuerst eine Ju 52/3m und kaufte sie später von der Lufthansa. Sie wurde als Schwimmerflugzeug ausgerüstet und bediente ab dem 1. Juni 1936 die Küstenstrecke von Oslo nach Bergen in Norwegen. Nach dem Zweiten Weltkrieg standen insgesamt sechs Maschinen im Dienst, die bis zum Jahre 1956 eingesetzt wurden. Im Jahr 1946 ging die LN-LAB in Oslo nach einem Absturz verloren.
Lufthansa

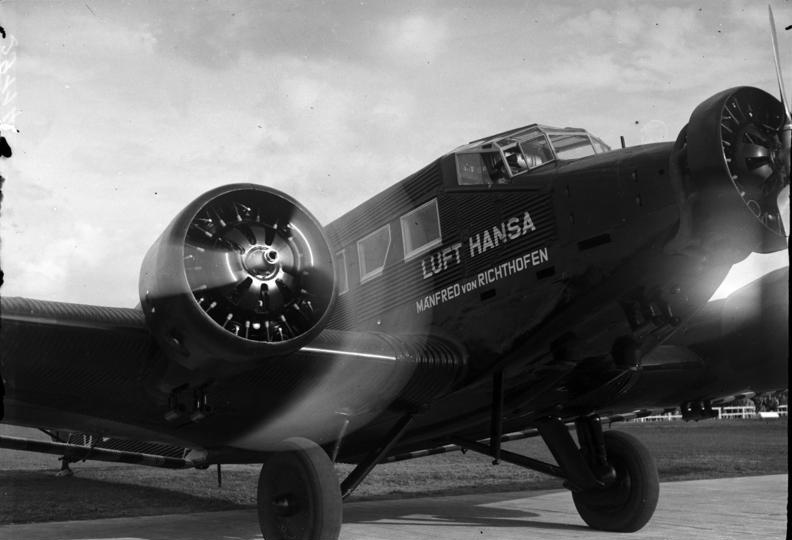
Ju 52 der Deutschen Luft Hansa (1932)

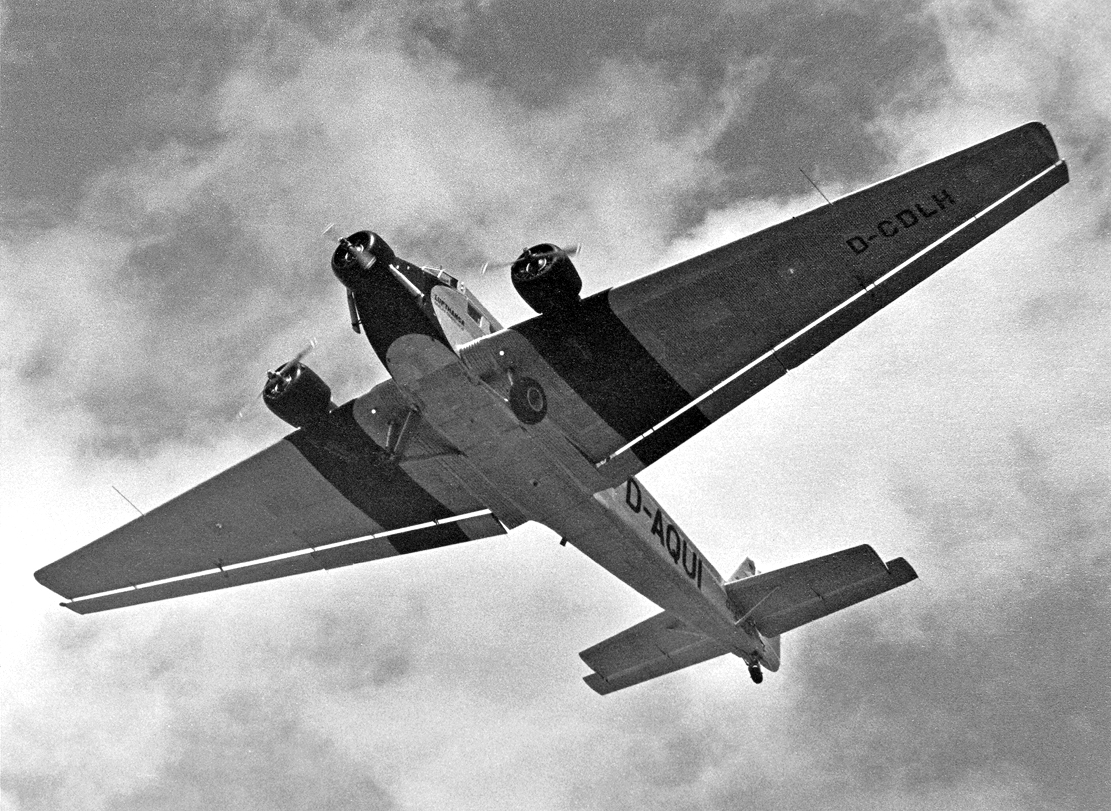
Junkers Ju 52/3m (1987)

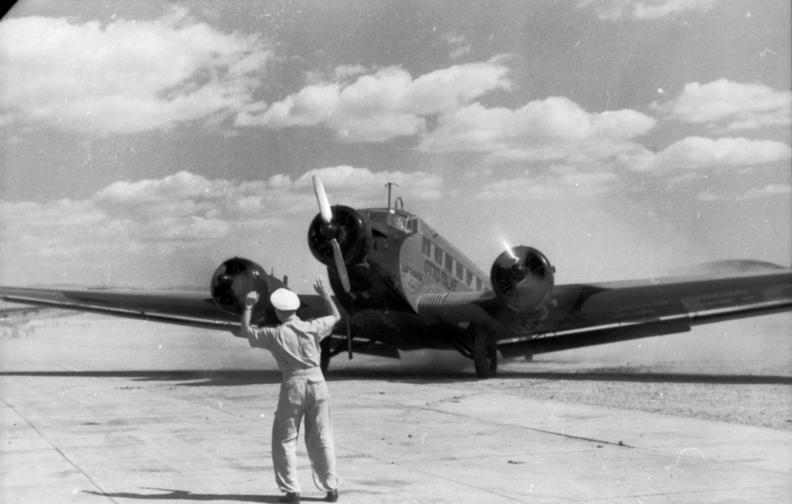
Ju 52 „Otto Falke“ der Deutschen Lufthansa auf dem Balkan (1941)

Junkers Ju 52

Nach dem Erhalt des ersten Flugzeugs 1932 stellte sich bald die außerordentliche Zuverlässigkeit dieses Typs heraus. Die Lufthansa wählte deshalb die Junkers Ju 52/3m zu ihrem Standard-Flugzeugtyp und bestellte bereits im IV. Quartal 1932 die ersten elf Flugzeuge. 1938 wurden etwa 75 % des gesamten Luftverkehrs mit Ju 52/3m ausgeführt. Mit Berlin-Tempelhof als Zentrum wurde ganz Europa bedient. Auf der Route von Berlin nach Rom wurden die Alpen überflogen. 1934 wurde zusammen mit der Deutsch-Russischen Luftverkehrs A.G. die Linie Moskau–Barcelona eröffnet, zu der zwei Jahre später die Strecke Berlin–Madrid hinzukam. Ebenfalls 1934 wurde der Streckenabschnitt Sevilla–Las Palmas als Teil der Poststrecke von Deutschland nach Amerika eröffnet. Zu Beginn des Krieges gab die DLH einen Großteil der Flotte an die Luftwaffe ab, nahm jedoch bereits Ende September 1939 den Luftverkehr wieder auf. Am 29. Januar 1940 wurde die Luftfrachtstrecke Uetersen–Kopenhagen eröffnet. Geflogen wurde diese Strecke zweimal täglich. Beflogen wurden vorwiegend die Strecken auf dem Balkan, nach Italien und weiter nach Skandinavien, solange es die Kriegsereignisse zuließen. Die Flotte wurde mit gecharterten Ju 52/3m der DNL (über die Luftwaffe), der Ala Italiana, der Iberia und der Aero O/Y ergänzt, nachdem 1942/43 während der Schlacht von Stalingrad alle eigenen Ju 52 (bis auf eine mit Schwimmern) an die Luftwaffe zur Versorgung der 6. Armee abgegeben werden mussten. Noch im Mai 1945 flog die Lufthansa mit Ju 52.
| Jahr  | Anfangs- bestand | Zu- gang | Ab- gang | Total- schaden | End- bestand |
| ----- | ---------------- | -------- | -------- | -------------- | ------------ |
| 1932  | 0                | 02       | 0        | –              | 02           |
| 1933  | 02               | 12       | 01       | –              | 13           |
| 1934  | 13               | 32       | 04       | –              | 41           |
| 1935  | 41               | 31       | 13       | 01             | 58           |
| 1936  | 58               | 11       | 06       | 04             | 59           |
| 1937  | 59               | 22       | 10       | 03             | 68           |
| 1938  | 68               | 17       | 04       | 08             | 73           |
| 1939  | 73               | 26       | 17       | 04             | 78           |
| 1940  | 78               | 06       | 03       | 01             | 80           |
| 1941  | 80               | 07       | 01       | 20             | 66           |
| 1942  | 66               | 02       | 02       | 19             | 47           |
| 1943  | 47               | 03       | 01       | 08             | 41           |
| 1944  | 41               | 15       | 0        | 16             | 40           |
| Summe |                  | 186      | 62       | 84             |              |

Bei 21 der oben angegebenen Schäden wurden Insassen getötet. Elf der Unfälle ereigneten sich vor und zehn während des Krieges, davon alleine sieben im Jahre 1944. 1945 waren zusätzlich zwei Unfälle mit Todesfolge zu verzeichnen. Insgesamt meldete die Luftwaffe 51 Verluste bei von der DLH gecharterten Flugzeugen, die in der oben stehenden Zahl der Totalschäden enthalten sind.
Italien
Die Ala Littoria setzte von 1935 bis 1943 insgesamt acht Ju 52/3m ein. Sie wurden für die schwierige Alpenstrecke Mailand–München beschafft, da die Ju 52 im Gegensatz zu den italienischen Flugzeugen mit geeigneten Enteisungsvorrichtungen versehen war. Die ersten drei im Jahre 1935 gelieferten Flugzeuge waren mit den üblicherweise verwendeten BMW-132-A-Motoren ausgerüstet, wurden in der Folge aber auf den italienischen Motor Piaggio X R mit 700 PS umgebaut. Nach zwei Verlusten (30. März 1938 I-BEZI ohne Personenschaden, 4. Dezember 1939 I-BAUS mit sieben Verletzten und vier Toten) bestellte Ala drei Flugzeuge, die 1940 geliefert wurden. Diese Flugzeuge wurden mit den 750 PS starken 126-RC.34-Motoren von Alfa Romeo ausgerüstet und erhielten die Bezeichnung „lu“. Im September 1943 beschlagnahmte die DLH die vier noch existierenden Ju 52/3m der Ala Littoria und charterte sie bis zum Kriegsende für den eigenen Luftverkehr.
Spanien
Bei der Iberia handelte es sich um eine Tochtergesellschaft der DLH, die bei Beginn des Spanischen Bürgerkrieges wieder ins Leben gerufen wurde. Ab Juli 1937 betrieb die DLH den Verkehr des nationalen Spaniens. Dafür verwendete sie eigene Flugzeuge, die an Iberia verchartert wurden. Sieben Flugzeuge wurden am 1. Juli 1939 an die Iberia verkauft. 1941/42 lieferte die DLH insgesamt sechs Ju 52/3m – darunter vier fabrikneue, die als Beteiligung an der Iberia dienten. Drei Flugzeuge charterte die DLH ab 1942 für den eigenen Luftverkehr. Die Werknummer 7053 EC-ABD wurde dabei am 5. September 1944 durch einen Bombenangriff zerstört. Noch im Sommer 1964 hatte die spanische Luftwaffe zahlreiche Ju 52/3m im Einsatz; mindestens eine war damals auf dem militärischen Teil des Flughafens Palma de Mallorca stationiert.
Großbritannien
Im Gegensatz zur Imperial Airways war es der British Airways (BA) gestattet, im Ausland Flugzeuge zu beschaffen. Für ihre Nachtpoststrecken kaufte die BA 1937 zwei gebrauchte Ju 52 der schwedischen AB Aerotransport (ABA). 1938 lieferte JFM eine neue Maschine G-AFAP. Dabei handelte es sich um die Frachtversion der Ju 52/3m. Das Flugzeug wurde während der deutschen Besetzung Norwegens auf dem Flughafen Oslo-Fornebu am 9. April 1940 beschlagnahmt. Die zwei verbliebenen Flugzeuge übernahm 1941 die Sabena für den Einsatz in Belgisch-Kongo.
Von 1946 bis 1948 setzte die British European Airways (BEA) insgesamt zehn Flugzeuge aus der Kriegsbeute vorwiegend als Frachter ein. Bei einem der Flugzeuge handelte es sich um die ehemalige D-APZX der DLH.
Griechenland
Die Griechische Luftfahrtgesellschaft (HEES, Ελληνική Εταιρία Εναέριων Συγκοινωνιών) hatte eine Flotte aus verschiedenen Junkers-Typen. Seit der Eröffnung der Strecke Athen–Heraklion am 19. März 1939 wurden auf dieser ausschließlich die drei Junkers Ju 52/3m eingesetzt. Diese wurden zwischen Juni und August 1938 von der DLH für die HEES beschafft. Bei der Besetzung Griechenlands im Mai 1941 wurden die drei Flugzeuge von der Luftwaffe beschlagnahmt.
UdSSR
Ju 52 wurde von der Fluggesellschaft Deruluft seit 1934 auf der Linie Berlin–Moskau verwendet. JFM lieferte im März 1941 drei, im Mai 1941 (W.-Nr. 7180) eine Ju 52/3m an die Sowjetunion. Weitere sechs bestellte Flugzeuge wurden nach dem Überfall auf die Sowjetunion nicht mehr geliefert. Die Flugzeuge waren in der UdSSR als Erprobungsträger für Motoren vorgesehen und nicht für den Passagierverkehr gedacht. Ein Teil der nicht gelieferten Flugzeuge wurden seitens des RLM ebenfalls als Erprobungsträger verwendet (W.-Nr. 7205 für Jumo 211 L, W.-Nr. 7230, 7255 und 7280 vorgesehen für Jumo 223). Im Zweiten Weltkrieg erbeutete die UdSSR eine größere Anzahl von Ju 52 und setzte diese Maschinen bis in die 1950er-Jahre insbesondere in Sibirien und Mittelasien als Fracht- und Passagierflugzeuge ein. Am 1. Oktober 1945 befanden sich 37 Stück im Bestand der Zivilluftflotte. Drei Ju 52/3m MS wurden zur Vernichtung von Magnetminen im Schwarzen Meer verwendet. Die für die Ju 52 gegenüber der Li-2 (Lizenz der DC-3) kürzeren nötigen Startbahnen kamen dem dortigen Ausbau der Infrastruktur entgegen. Erst der Ersatzteilmangel führte in den 1950er Jahren zur schrittweisen Ausmusterung des Typs.
Österreich
Die in Betriebsgemeinschaft mit der DLH fliegende ÖLAG bestellte insgesamt sieben Ju 52/3m. Die OE-LAL ging durch einen Bruch am 16. März 1936 verloren, den Rest übernahm die DLH bei der Eingliederung der ÖLAG am 31. Dezember 1938. Auch das österreichische Bundesheer besaß drei Ju 52/3m (zwei Bomber und eine Stabsmaschine).
Belgien
Die SABENA beschaffte vor dem Krieg insgesamt acht Ju 52/3mge. Zwei Flugzeuge gingen durch Unfälle verloren (OO-AUA 14. März 1939, OO-AUB 16. November 1937). Der Rest wurde nach dem Kriegsbeginn nach Belgisch-Kongo gesandt, wo während des Krieges der Luftverkehr weiterbetrieben wurde. Ab 1941 wurden von der British Overseas Airways Corporation (BOAC) Flugzeuge und Besatzungen gechartert. 1941 kaufte die SABENA zwei Ju 52/3m von der British Airways. Um den Verkehr aufrechterhalten zu können, wurden einige Flugzeuge zur Ersatzteilgewinnung herangezogen. Die letzten zwei Ju 52/3m wurden 1946 aus dem Register gestrichen.
Ungarn

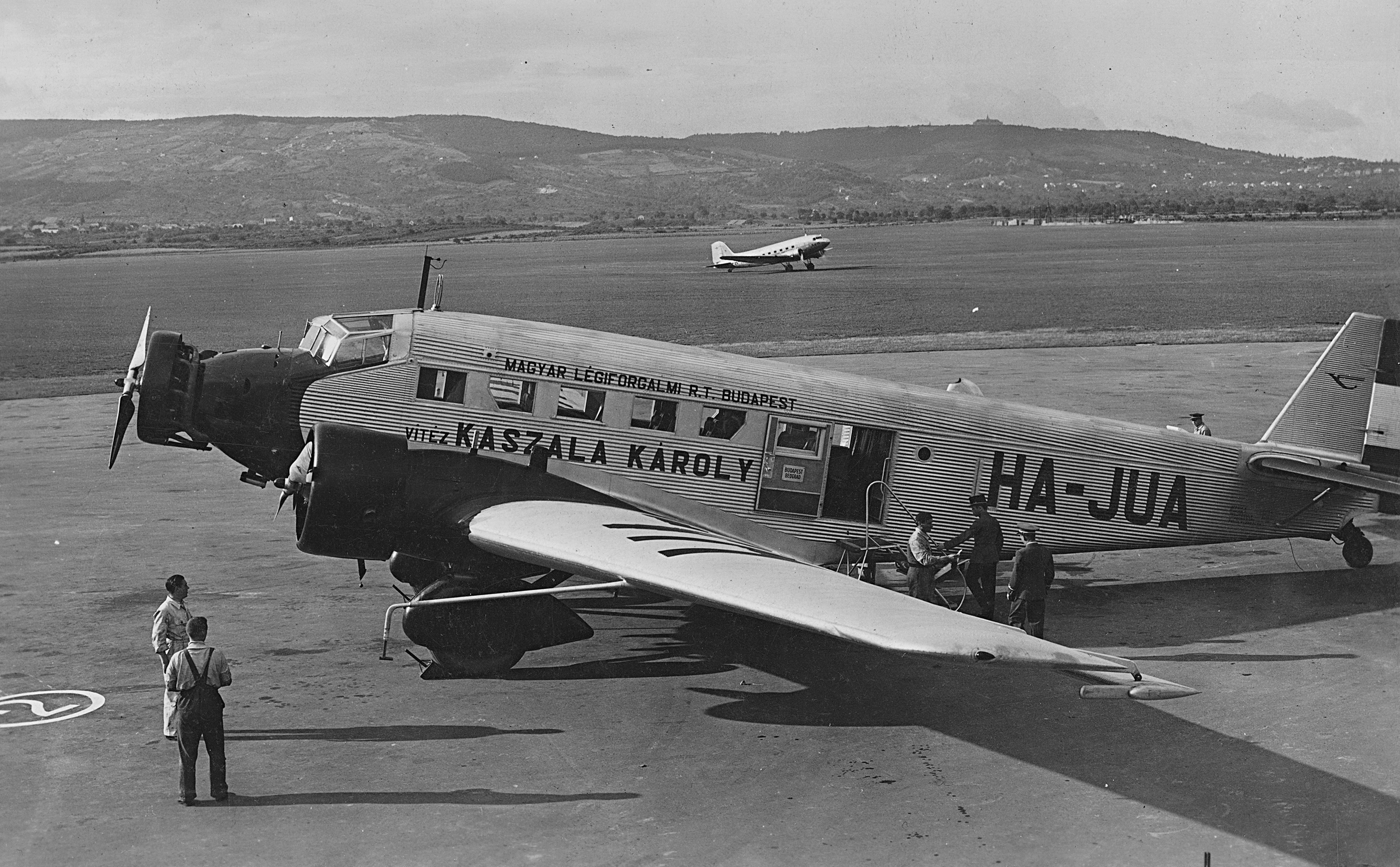
Die am 17. Januar 1941 im Dienste der Malert abgestürzte Maschine

Die Malert erhielt ab 1936 insgesamt neun Ju 52/3m. Die HA-JUA stürzte am 17. Januar 1941 ab. Die anderen wurden im Krieg den Luftstreitkräften übergeben.
Polen
Die LOT erhielt am 16. November 1936 eine Ju 52/3mge mit der Werknummer 5588. In Verrechnung gab sie ihre neun Junkers F 13 an das Dessauer Werk zurück. Das Flugzeug mit dem Kennzeichen SP–AKX wurde zunächst auf der Verbindung nach Berlin und später nach Rom eingesetzt. Am 12. September 1939 wurde das Flugzeug nach Bukarest ausgeflogen, jedoch von den rumänischen Behörden beschlagnahmt.

#### Fluggesellschaften in Südamerika
Gerade in Südamerika bewährten sich die robusten Maschinen außerordentlich gut. Der von der Lufthansa beherrschte Luftverkehr setzte vorwiegend die Ju 52/3m ein.
Peru
Die Lufthansa betrieb den Verkehr in Peru durch eine Tochtergesellschaft, die „Deutsche Lufthansa Sucursal Peru“. Insgesamt vier Ju 52 wurden eingesetzt, von denen die OB-HHB am 26. Juni 1938 abstürzte. Zwei Flugzeuge wurden am 31. März 1941 von der peruanischen Regierung beschlagnahmt und der DLH Peru die Konzession entzogen.
Bolivien
Nachdem die Lufthansa die einmotorige Ju 52/1m abgelehnt hatte, orderte die Lloyd Aéreo Boliviano im Herbst 1931 zwei Exemplare unter der Bedingung, dass sie statt mit einem mit drei Motoren (Pratt & Whitney „Hornet“) ausgerüstet werden sollten. Dies kann als Auslöser für die Weiterentwicklung der Ju 52/1m zur Ju 52/3m gelten. Die beiden bestellten Flugzeuge (die Werknummern 4008 und 4009) waren ursprünglich mit einem Motor geplant und wurden noch während ihres Baus auf drei Motoren umgerüstet. Beide Maschinen wurden im Krieg zwischen Bolivien und Paraguay (1932–1935) als Transporter eingesetzt – kurioserweise noch bevor Lufthansa oder Luftwaffe die Ju 52/3m in Dienst stellten. Insgesamt wurden fünf Flugzeuge beschafft. Die sechste Maschine (W.-Nr. 6993) konnte 1941 kriegsbedingt nicht mehr nach Bolivien geliefert werden.
Brasilien
Die brasilianischen Fluggesellschaft Syndicato Condor Ltda., die eine Tochter der Deutschen Luft Hansa war, flog 15 Flugplätze und 24 Seeflughäfen (mit Schwimmerflugzeugen) an. Ihr gesamtes Streckennetz erreichte eine Ausdehnung von 15.000 Kilometern. Die Condor stellte die wichtigste Gesellschaft der DLH in Südamerika dar. Entsprechend wurden von Oktober 1933 bis Ende 1945 insgesamt 16 Ju 52/3m eingesetzt, also auch noch, als die Gesellschaft in Cruzeiro do Sul umbenannt worden war. Drei Flugzeuge gingen durch Absturz verloren, zwei wurden an die SEDTA in Ecuador abgegeben, die restlichen elf Maschinen Ende 1945/Anfang 1946 an die argentinische Luftwaffe verkauft.
Die VARIG setzte die Ju 52/3m Werknummer 4058 PP-VAL (ex SAA ZS-AFA) im Staat Rio Grande do Sul ein. Neben ihrer wichtigsten Strecke São Paulo–Rio de Janeiro bediente die VASP noch drei weitere Ziele tief im Inneren des Landes. Die ersten Maschinen kaufte sie ungefähr ein Jahr nach ihrer Gründung 1935. Insgesamt wurden fünf Flugzeuge eingesetzt.
Argentinien
Mit dem Heimatflughafen Buenos Aires flog Aeroposta Argentina in die wenig bevölkerten Gebiete bis hinunter nach Feuerland. Die DLH beschaffte 1937 drei Flugzeuge für die Aeroposta. Einige Maschinen wurden für den Transport zu den Ölfeldern von Comodoro Rivadavia eingesetzt.
Uruguay
Mit nur zwei Maschinen, CX-ABA (W.-Nr. 5877) und CX-ABB (W.-Nr. 5886), wurde von der CAUSA seit 1938 ein Pendelverkehr zwischen Montevideo und Buenos Aires betrieben. Es wurde eine hochdichte Bestuhlung eingesetzt, so dass bis zu 28 Passagiere Platz fanden. Die CX-ABB ging am 24. Dezember 1940 durch Absturz verloren.
Ecuador
Nachdem die SEDTA bereits gute Erfahrungen mit dem Typ W34 von Junkers gemacht hatte, wurden im Jahre 1938 für die Strecke von Quito nach Guayaquil zwei Ju 52/3m von der DLH beschafft. Es handelt sich um die HC-SAC (Werknummer 5053) und HC-SAB (W.-Nr. 5915), die bereits am 10. Dezember 1938 durch Absturz verloren ging. Weiterhin wurden zwei Ju 52 der Syndicato Condor gechartert, eine weitere gekauft. Am 4. September 1941 beschlagnahmte die ecuadorianische Regierung die verbliebenen zwei Ju 52/3m und entzog der SEDTA wegen ihrer Verbindung mit der DLH die Konzession.
Ecuatoriana:
Von 1956 bis 1963 flog die Ju 52/3mg2e mit der Werknummer 5489 Fracht und Passagiere zwischen Quito und dem oberen Amazonasgebiet, vermutlich Puerto Francisco de Orellana. Bis 1969 stand sie noch verrottend am internationalen Flughafen Mariscal Sucre in Quito und war bis 2018 mit dem historischen Kennzeichen D-AQUI bei der Deutsche Lufthansa Berlin-Stiftung im Einsatz.
Kolumbien
Seit der Gründung der deutsch-kolumbianischen Gesellschaft SCADTA (Sociedad Colombo-Alemana de Transporte Aéreo) im Jahre 1919 setzte sie mehrheitlich Junkers-Maschinen ein. Die ersten zwei Flugzeuge Ju F-13 für die SCADTA, zu einem Stückpreis von 12.000 Golddollar erworben, erreichten Kolumbien per Schiff Ende Juli 1920.
In der Folge wurden ab 1932 auch drei Ju 52/3m eingesetzt, zum Teil mit Schwimmern und von Flüssen aus operierend. Im Grenzkrieg zwischen Kolumbien und Peru (1932–1934) fand der erste nachweisbare militärische Einsatz von Ju-52-Maschinen, zum Teil von deutschen SCADTA-Piloten geflogen, statt.
Eine von ihnen befindet sich noch als FAC 625 im Museo Aeroespacial Colombiano (MAECO) der kolumbianischen Luftwaffe im Militärteil CATAM des Flughafens Bogotá. Die nicht mehr flugtaugliche Maschine wurde 2008 äußerlich restauriert und kann dort nach Anmeldung besichtigt werden. Sie war die erste Präsidentenmaschine des Landes.

#### Fluggesellschaften in Afrika
SAA

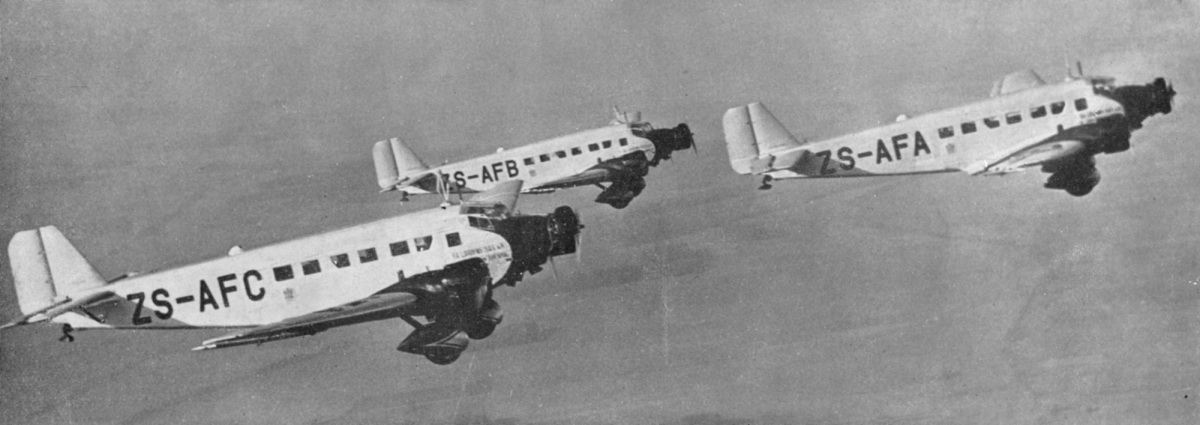
Drei für die South African Airways gebaute Junkers Ju 52

An der 1934 gegründeten South African Airways besaß die Firma Junkers eine Mehrheitsbeteiligung. Da es dem Deutschen Reich chronisch an Devisen mangelte, beteiligte sich Junkers an der Gesellschaft durch Einbringen von Material. Die SAA übernahm daher ab dem 1. November 1934 ihre ersten vier Ju 52/3m. Sie übernahmen die wichtige Strecke von Kapstadt nach Johannesburg. 1937/38 wurden weitere elf Ju 52/3m beschafft, da die SAA zu diesem Zeitpunkt eine enorme Ausweitung des Netzes plante. Gleichzeitig wurde die alte ZS-AFA an die Varig verkauft, die alten ZS-AFC und ZS-AFD an die DLH, die sie sofort für den Verkehr der Iberia verwendete. 1940 wurden die verbliebenen zehn Ju 52 von der SAAF übernommen und als Transporter oder – in Nordafrika – auch als Behelfsbomber gegen deutsche Truppen verwendet.

#### Fluggesellschaften in Asien
Eurasia

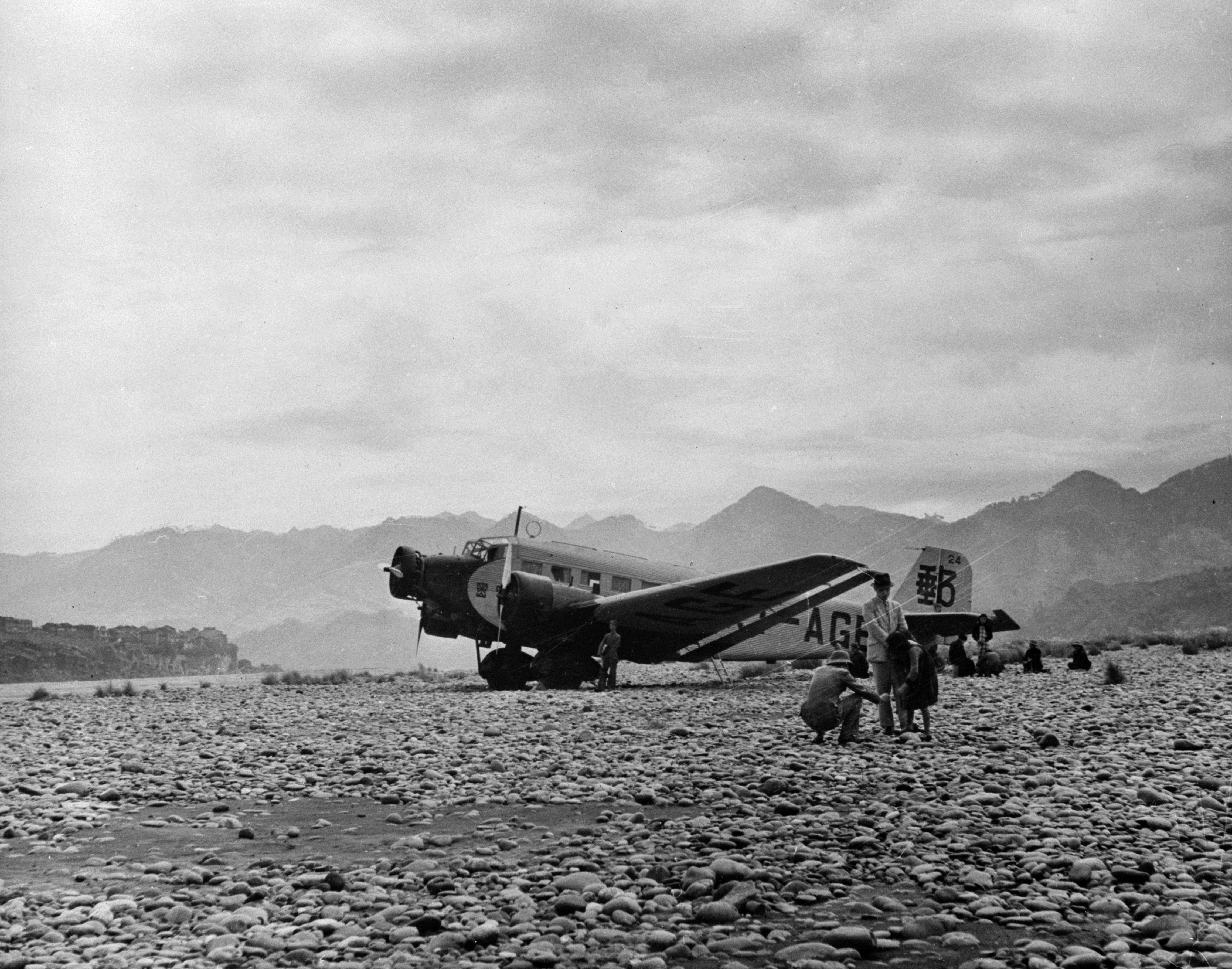
Eine Ju 52 der Eurasia in China

Die Tochtergesellschaft der DLH (33 % Beteiligung) setzte ab 1935 insgesamt zehn Ju 52/3m ein. Die letzte wurde 1945 bei der Nachfolgegesellschaft CATCO verschrottet. Die Eurasia war besonders durch die Kampfhandlungen im japanisch-chinesischen Krieg betroffen und verlor insgesamt fünf Flugzeuge durch japanische Bomben. Das letzte gelieferte Flugzeug Eu XXV wurde am 26. Oktober 1940 durch japanische Jagdflugzeuge abgeschossen, wobei die Besatzung verletzt wurde. Drei Flugzeuge gingen von 1937 bis 1939 durch Absturz verloren. Trotz dieser widrigen Bedingungen konnte die Eurasia den Verkehr bis 1943 aufrechterhalten. Die Streckenführung wurde dabei variabel den Bedingungen angepasst. Im Ausland wurden Hanoi und Hongkong angeflogen, um die Verbindung mit den Fernost-Linien der Air France und Imperial Airways herzustellen. Es gelang aus politischen Gründen allerdings nie, eine durchgehende Verbindung zwischen Europa und China über die Sowjetunion herzustellen.

### Militärische Nutzung

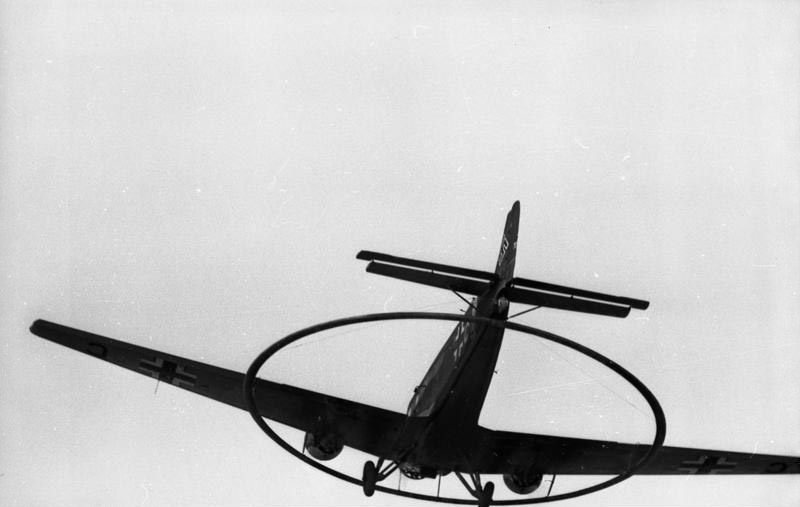
Eine Ju 52/3m MS (Magnetspule) zur Räumung von Seeminen

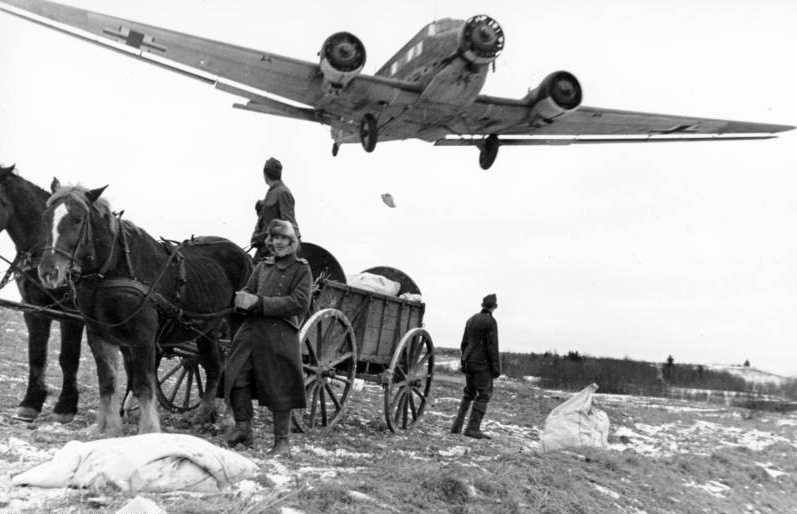
Eine Ju 52 in Russland

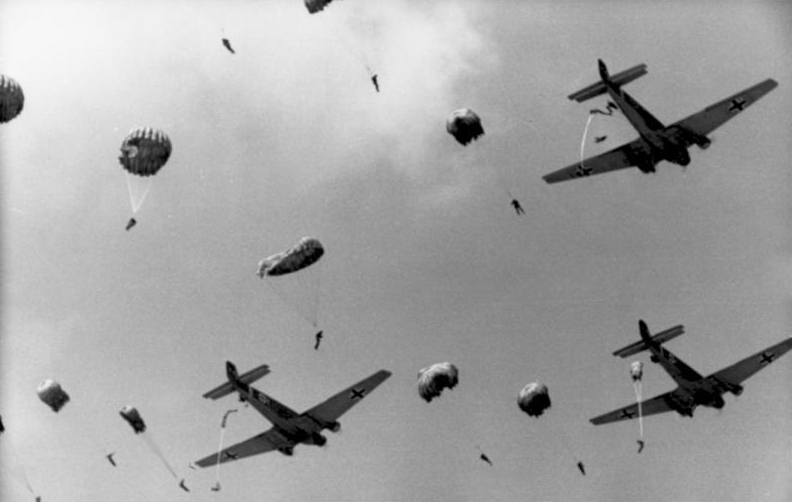
Absprung von Fallschirmjägern

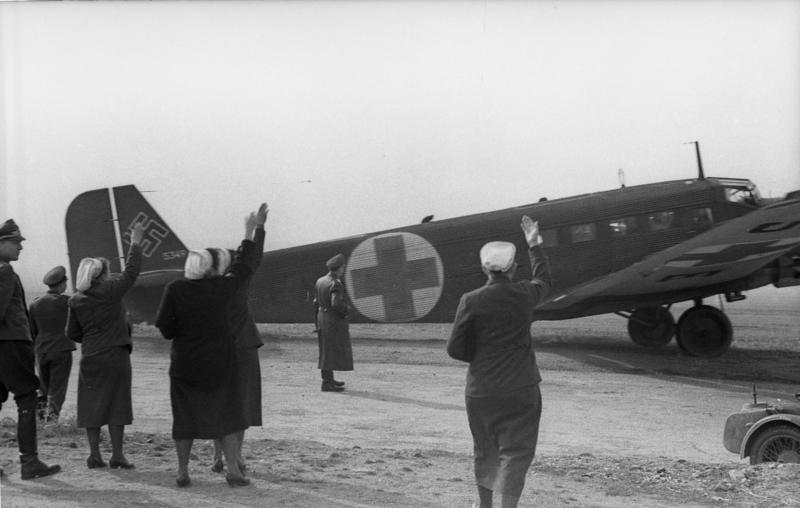
Sanitätsflugzeug

1933 erhielt Junkers im Rahmen des Rheinland-Programms einen Auftrag über 450 Behelfsbomber in der dreimotorigen Ausführung. Die Erprobung der dreimotorigen Version als Behelfsbomber begann vermutlich erst in der zweiten Jahreshälfte 1933 mit zwei Flugzeugen (Werknummern 4032 und 4034). Diese Erprobung stand unter enormem Zeitdruck, da der Großserienbau unter der Tarnbezeichnung ABC-Programm bereits im Mai/Juni 1934 beginnen sollte. Um die enormen Produktionszahlen bewältigen zu können (der Lieferplan 1a sah bereits 707 Flugzeuge von JFM vor), wurde die Fertigung von Großbauteilen an ATG in Leipzig und Weserflug vergeben und nur die Endmontage bei Junkers durchgeführt. Bis Ende 1934 konnten 192 Behelfsbomber ausgeliefert werden, nachdem 1933 insgesamt nur 17 Ju 52/3m gebaut wurden. Bereits 1935 nahm ATG die Serienfertigung auf und lieferte bis 1937 154 Flugzeuge. Von 1934 bis 1937 wurden 1027 Behelfsbomber geliefert, um dann auf den Transporter Ju 52/3mg4e umgestellt zu werden. Nach dem Kriegsbeginn wurde ATG wieder in die Fertigung der Ju 52 einbezogen. Weiterhin wurden im August 1941 Aufträge an Amiot/SECM in Frankreich gegeben, die ab Juni 1942 die ersten Flugzeuge lieferte. 1944 erhielt PIRT in Ungarn einen Auftrag, von dem allerdings nur vier Flugzeuge an die Luftwaffe abgeliefert wurden.
WFG erhielt 1937 den Auftrag, 404 Behelfsbomber zum Transporter umzubauen. Weitere Flugzeuge wurden als C- oder Blindflugschulflugzeug verwendet.
Während des Krieges wurde die Ju 52/3m bei den Minensuchstaffeln der Luftwaffe verwendet. Die Firma MNH (Maschinenfabrik Niedersachsen Hannover) baute bis Oktober 1944 insgesamt 151 Flugzeuge entsprechend um. Die Maschinen wurden als Ju 52/3m MS bezeichnet und waren mit einer unter dem Rumpf installierten Magnetspule mit 15 m Durchmesser ausgerüstet. Durch das Magnetfeld konnten beim Überflug mit 120 km/h in etwa 30 Metern Höhe über dem Meer Magnetzünder-Grundminen zur Explosion gebracht werden. Die Stromversorgung der 35 Zentimeter breiten und 10 cm hohen Spule mit 44 Windungen aus Aluminiumdraht, durch die ein Strom von 300 Ampere floss, erfolgte durch einen im Rumpf eingebauten Generator von 15 kW Leistung, der von einem Pkw-Motor angetrieben wurde. Die Flughöhe von typisch 30, mindestens 10 m wurde durch ein geschlepptes, gewichtsbelastetes Kabel kontrolliert, das mittels Auftreffens auf die Wasseroberfläche ein elektrisches Signal gab. Am 15. September 1940 fand die erste Einweisung der Besatzung statt. Der erste Einsatz erfolgte vom Flugplatz Gilze-Rijen an der Mündung der Westerschelde in Vlissingen.
Weiterhin diente die Ju 52/3m als Schleppflugzeug für den Lastensegler DFS 230 im Luftlandegeschwader 1.
| Version       | JF/JFM | ATG  | PIRT | Amiot | SUMME |
| ------------- | ------ | ---- | ---- | ----- | ----- |
| Behelfsbomber | 873    | 154  |      |       | 1027  |
| g4e           | 933    | 120  |      |       | 1053  |
| g5e           | 231    |      |      |       | 231   |
| g6e           | 13     | 160  |      |       | 173   |
| g7e           | 134    |      |      |       | 134   |
| g8e           | 793    | 624  | 4    |       | 1421  |
| g10e          |        |      |      | 200   | 200   |
| g14e          |        |      |      | 316   | 316   |
| Summe         | 2977   | 1058 | 4    | 516   | 4555  |

#### Spanischer Bürgerkrieg
Im Juli 1936 wurden zunächst 20 Maschinen zur Legion Condor in den Spanischen Bürgerkrieg geschickt. Sie transportierten in einer Luftbrücke 15 000 marokkanische Soldaten und spanische Fremdenlegionäre sowie 270 Tonnen Kriegsmaterial für die Putschisten von Marokko auf das spanische Festland. Danach wurden sie mit Bombenabwurfvorrichtungen vorübergehend zu Bombern umgerüstet. Die Bombenlast von 1500 kg bot die Lademöglichkeit für 6 × 250 kg, 24 × 50 kg, 96 × 10 kg und 864 Brandbomben B1E in 24 Schüttkästen zu je 26 Stück.
Aus den insgesamt 48 Ju 52 (spanischer Spitzname „Pablo“) warfen die deutschen Legionäre von November 1936 bis Januar 1937 Spreng-, Splitter- und Brandbomben auf Madrid, setzten mit einer 250-Kilogramm-Bombe das republikanische Schlachtschiff „Jaime I“ außer Gefecht und zerstörten unter anderem die baskische Stadt Gernika (span. Guernica). Diese militärischen Erfolge veranlassten Hitler zu dem Ausspruch: „Franco sollte der Ju 52 ein Denkmal setzen“. Bald darauf zeigte sich, dass die Maschinen als Bomber nur bedingt geeignet waren, insbesondere ihre geringe Geschwindigkeit machte sie verwundbar. Ab Mai 1937 wurden sie nicht mehr als Bomber verwendet, sondern wieder als (militärische) Transportflugzeuge genutzt.

#### Zweiter Weltkrieg
Als Bomber war die Ju 52 beispielsweise an der Bombardierung von Warschau beteiligt. Im Gegensatz zum Einsatz als Bomber blieb die Ju 52/3m aber auch den ganzen Zweiten Weltkrieg über das Standardtransportflugzeug der Luftwaffe. Im Vergleich zur Douglas C-47, der Militärversion der DC-3, hatte die Ju 52/3m zwar eine geringere Leistungsfähigkeit und Zuladung, andererseits waren im militärischen Einsatz die Kurzstart- und Landefähigkeiten (STOL) der Ju 52 von Vorteil.
Geplante Nachfolger der Ju 52/3m waren die Ju 252 und die Ju 352 sowie die Arado Ar 232, die aber nur in vergleichsweise geringen Stückzahlen produziert wurden.

#### Spanische Luftwaffe
Im Jahr 1939, nach dem Sieg der Nationalisten unter General Francisco Franco, wurden die meisten Maschinen der Legion Condor vom Deutschen Reich den neuen spanischen Luftstreitkräften Ejercito del Aire übergeben. Parallel dazu lief noch in der letzten Phase des Spanischen Bürgerkriegs die Lizenzproduktion der Ju 52 als CASA 352L an, wobei insgesamt 170 Flugzeuge gebaut wurden. Verschiedene Maschinen, darunter sowohl originale Ju 52 als auch in Lizenz gebaute CASA 352L, waren noch bis in das Jahr 1974 bei der spanischen Luftwaffe als Transportflugzeug im Einsatz. Viele Exemplare blieben nach der Außerdienststellung in Museen erhalten oder wurden ins Ausland verkauft.

#### Italienische Luftwaffe
Im faschistischen Italien flogen während des Zweiten Weltkriegs einige mit Piaggio-Motoren ausgestattete Ju 52/3m in der Regia Aeronautica. Diese Maschinen waren 1940 von der nationalen Fluggesellschaft Ala Littoria als „militarisierte Passagierflugzeuge“ übernommen worden und dienten im Mittelmeerraum als Transportflugzeuge. Sie gingen bis 1943 alle bei Einsätzen verloren.

#### Französische Luftwaffe
Bei der französischen Armée de l’air war die Ju 52 nach dem Krieg noch bis zum Ende der 1960er-Jahre im Einsatz, meist als Amiot AAC.1 Toucan, wovon mindestens 216 Stück eingesetzt wurden. Einige Toucan brachten 1960 nach einem schweren Erdbeben Hilfsgüter nach Agadir in Marokko.
Kurzzeitig war eine Ju 52 der französischen Luftwaffe an der Berliner Luftbrücke beteiligt.

#### Portugiesische Luftstreitkräfte
Bei den Portugiesischen Luftstreitkräften flogen insgesamt 25 Ju 52 als Transportflugzeuge. Es war eine Mischung aus Junkers Ju 52/3mg3e (seit 1936, 9 Stück, Kennzeichen FAP 6300 bis 6308), Ju 52/3mg3e (seit 1956, 2 Stück, FAP 6309 und 6310) und Amiot AAC.1 Toucan (seit November und Dezember 1960, 14 Stück, FAP 6311 bis 6324). Die Toucan wurden alle im Februar 1961 in Betrieb genommen. Abgesehen von einer im Jahr 1956 verunglückten Maschine wurde eine AAC.1 im Mai 1964 außer Dienst gestellt, danach begann eine regelmäßigere „Pensionierung“ aller Ju 52 ab April 1966 bis zum März 1972, als die letzten zwei noch fliegenden Maschinen außer Dienst gestellt wurden.

#### Schweizer Flugwaffe

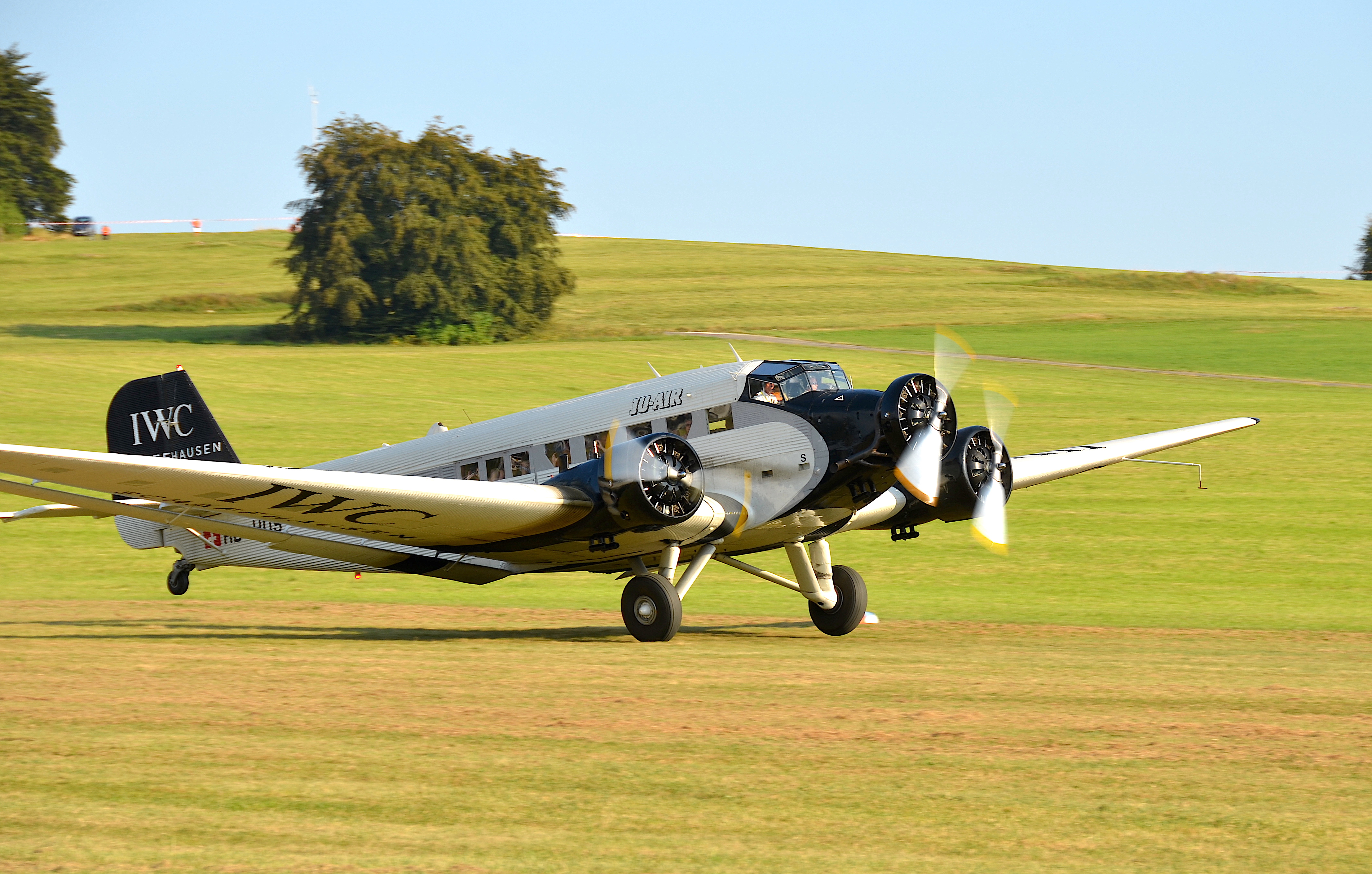
Ju 52 HB-HOS der JU-AIR beim Start eines Rundflugs auf dem Flugplatz Albstadt-Degerfeld (2016)

Im Jahr 1939 beschaffte die Schweizer Flugwaffe drei Ju 52/3m für die Beobachterausbildung. Der Typ stellte in den folgenden 40 Jahren das größte Flugzeug im Inventar der Flugwaffe dar und wurde für die verschiedensten Aufgaben verwendet. Erst im Jahr 1981 wurden die Maschinen ausgemustert. Alle drei wurden von der Ju-Air übernommen und als HB-HOS (Seriennummer 6580), HB-HOP sowie HB-HOT während 36 Jahren ohne größere Zwischenfälle regelmäßig für Rundflüge eingesetzt. Am 4. August 2018 stürzte jedoch HB-HOT am Berg Piz Segnas ab; alle 20 Insassen starben.

## Varianten
Von der Junkers Ju 52/3m wurden fast unüberschaubar viele Varianten gebaut. Insbesondere die Motorisierung ist häufig nach Kundenwunsch ausgeführt worden.

### Zivile Versionen

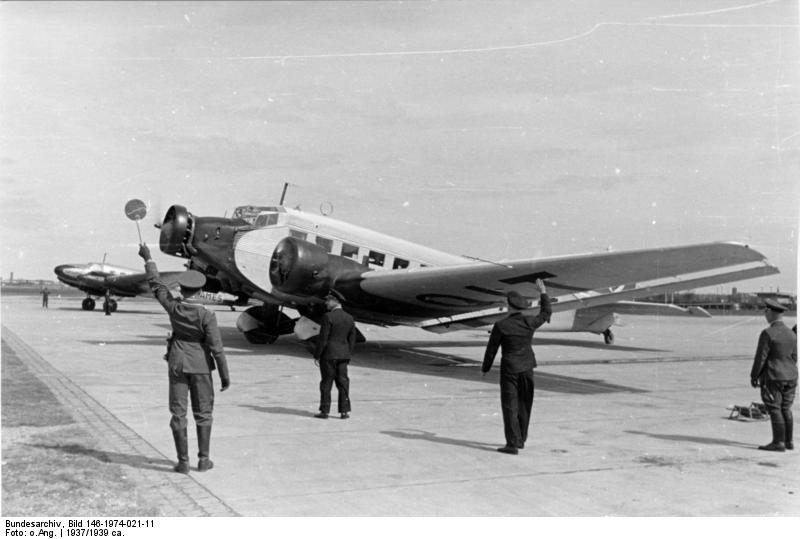
Eine Ju 52/3m am Flughafen München, 1937

- Ju 52/3m ce, ausgerüstet mit drei Pratt & Whitney Hornet mit 404 kW (550 PS)
- Ju 52/3m ba, ausgerüstet mit einem Mittelmotor Hispano-Suiza 12Mb mit 551 kW (750 PS) und zwei Flügelmotoren Hispano-Suiza 12Nb mit je 423 kW (575 PS). Diese Maschine mit der Werknummer 4016 wurde im März 1932 speziell für den Präsidenten der Fédération Aéronautique Internationale (FAI), den rumänischen Prinzen Gheorghe Bibescu, hergestellt und verkauft. Die Inneneinrichtung wurde entsprechend luxuriös ausgeführt.
- Ju 52/3m fe, verbesserte Version mit Verkleidung des Fahrgestells und NACA-Hauben auf den Flügelmotoren; drei BMW-Hornet-Motoren.
- Ju 52/3m fle, Sondervariante als Schulflugzeug
- Ju 52/3m l, drei Pratt & Whitney Hornet SE1G mit je 489 kW (665 PS)Fallschirmsprünge am Letalski center Maribor 1960

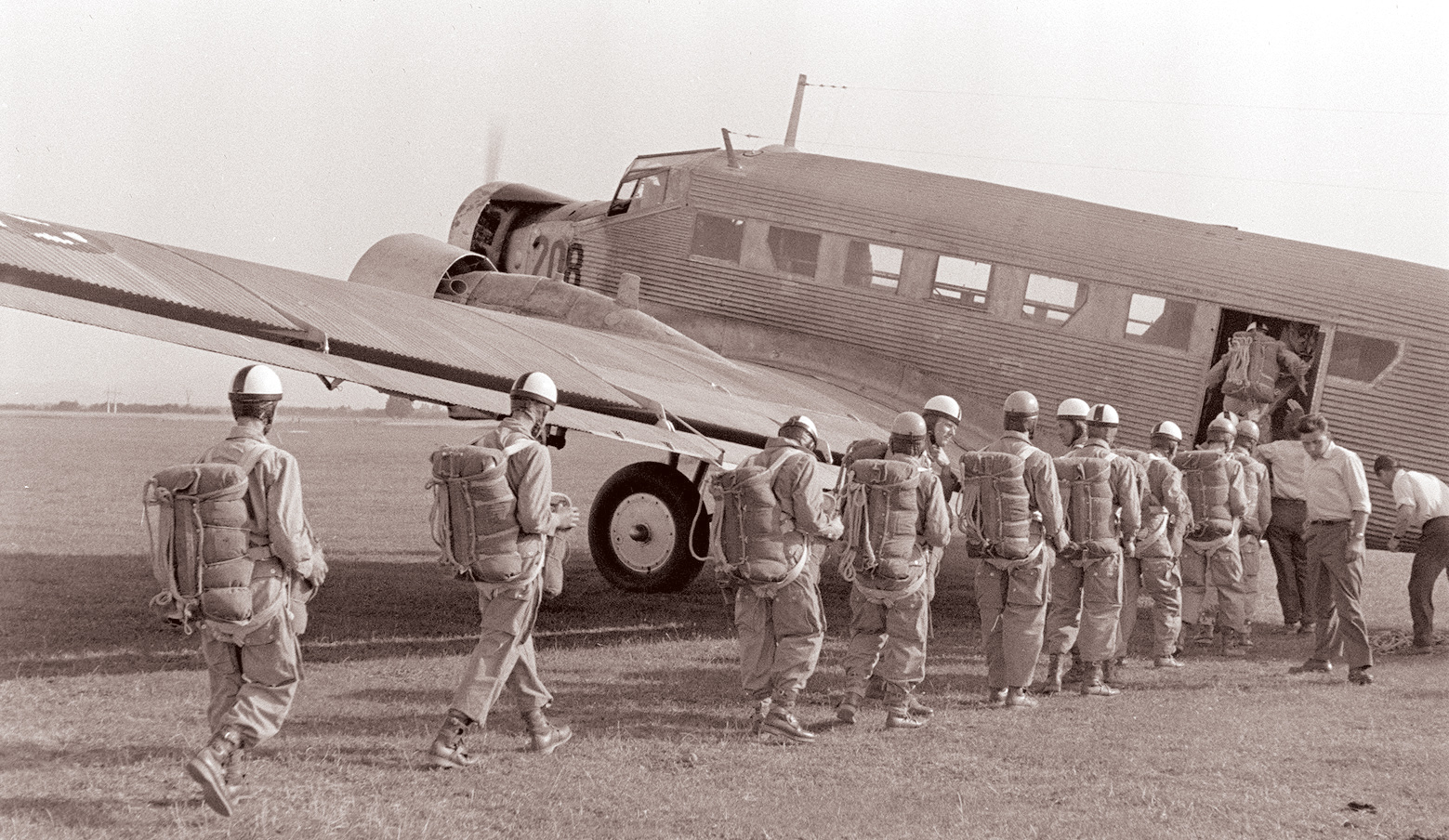
Fallschirmsprünge am Letalski center Maribor 1960

- Ju 52/3m g, entweder drei Pratt & Whitney R-1340 (S3H1-G) mit je 404 kW (550 PS) (z. B. für Großbritannien und Argentinien), drei Piaggio PXR (für Italien) mit je 515 kW (700 PS) oder drei 533 kW (725 PS) starke Bristol Pegasus VI (z. B. für Polen)
- Ju 52/3m ho, ausgerüstet mit drei Jumo-205-Dieselmotoren mit je 404 kW (550 PS) Leistung (Lieferung an die Lufthansa), Werknummer 4045 und 4055
- Ju 52/3m reo, drei 588–647 kW (800–880 PS) starke BMW 132Da/Dc
- Ju 52/3m te, drei BMW 132 G/L, schnellste zivile Variante

### Militärische Versionen
Auch der militärische Einsatz brachte eine große Anzahl von Varianten hervor:
- Ju 52/3m g3e, mit drei BMW 132 ausgerüsteter Behelfsbomber. Der Typ bewährte sich nicht und wurde ab dem Jahre 1938 wieder kurzzeitig als Transportflugzeug in der Luftwaffe benutzt.
- Ju 52/3m g4e, 3 BMW 132A. Bei diesem Typ wurde der Laderaumboden verstärkt, eine große seitliche Laderaumluke sowie eine große Ladeluke im Dach der Kabine eingebaut. Die Herstellung erfolgte in Dessau und bei ATG in Leipzig.
- Ju 52/3m g5e, bewaffnete Transportvariante mit dem BMW 132T. Zum Teil mit einer Ausrüstung für den Lastenseglerschlepp ausgestattet. Wurde 1941 eingeführt.
- Ju 52/3m g6e, ähnlich Ju 52/3m g5e, leichte Änderungen am Fahrwerk.
- Ju 52/3m g7e, bewaffnete Transportvariante mit dem BMW 132T. Anzahl der Seitenfenster verringert, Ladeluke vergrößert, Autopilot von Siemens/LGW
- Ju 52/3m g8e, wie g6e, jedoch mit LGW-Autopilot
- Ju 52/3m g9e, wie g6e jedoch BMW 132Z als Motor. Geänderte Ausrüstung.
- Ju 52/3m g10e, drei Motoren BMW 132T. Auch als Seeflugzeug mit Schwimmern.
- Ju 52/3m g12e, wie g10e, jedoch BMW132L als Motorisierung
- Ju 52/3m g14e, ähnlich g8e, jedoch bessere Panzerung
- Ju 52/3m MS (Magnetspule), diese Maschinen der Minensuchgruppe Mausi waren mit einer elektrischen Spule versehen, die Seeminen mit Magnetzünder zur Explosion bringen sollte.

### Andere Hersteller im Ausland
Auch in anderen Ländern wurde während des Zweiten Weltkriegs und danach die Ju 52/3m in Lizenz gebaut:

#### Amiot (Frankreich)

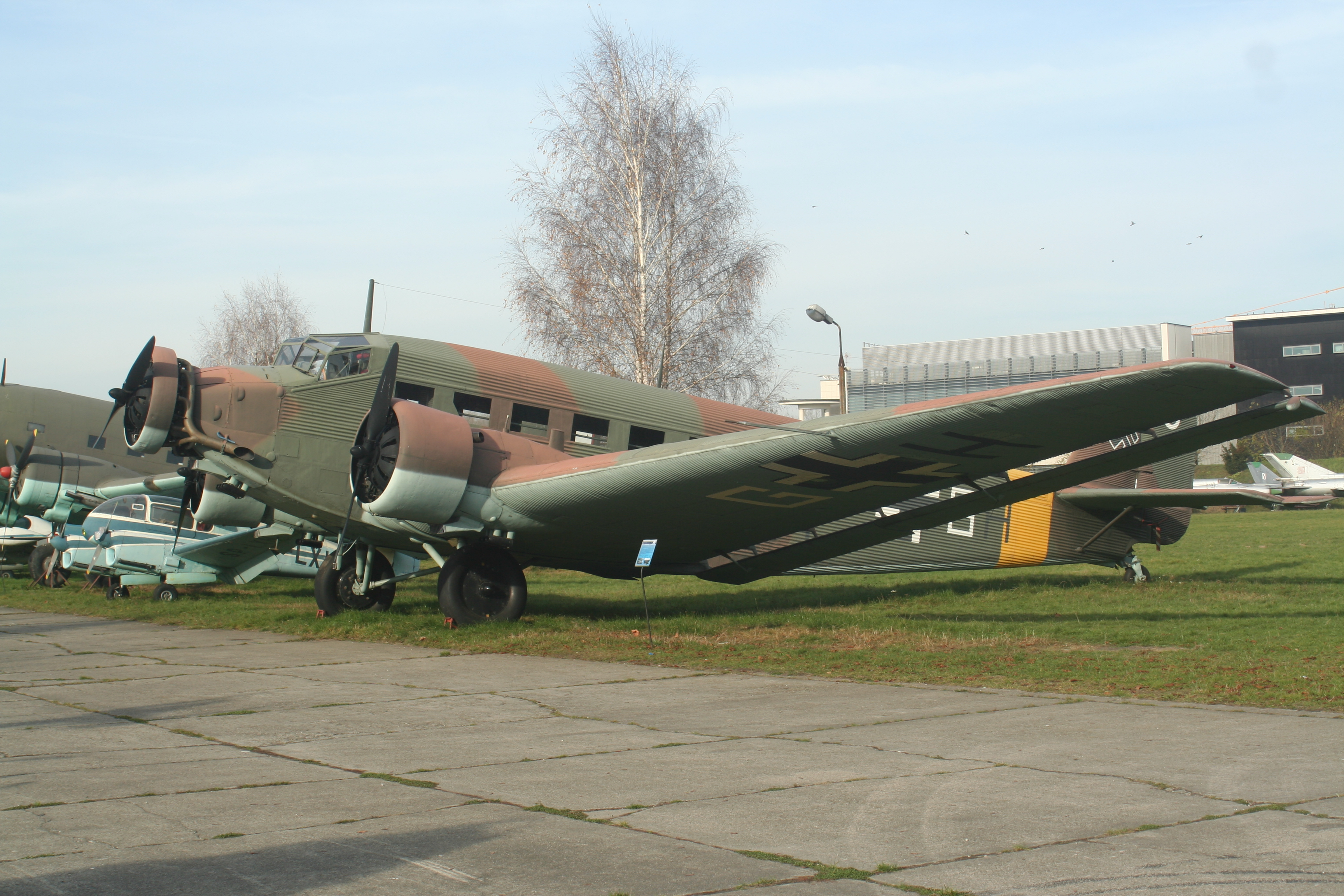
Amiot AAC.1 Toucan (Ju 52/3m g14e, Baujahr 1946) im Polnischen Luftfahrtmuseum

Von SECM-Amiot in Colombes (Frankreich) wurden 516 Maschinen während des Zweiten Weltkriegs und noch 415 nach dem Ende der Kampfhandlungen gefertigt, die dann in der französischen Luftwaffe und bei der Air France unter der Bezeichnung AAC.1 Toucan bis etwa Ende der 1960er-Jahre geflogen wurden. Eine dieser Maschinen mit der Werknummer 368 steht heute im Deutschen Museum. Sie wurde 1959 für einen Franc von der Armee de l’air gekauft und von Frankreich nach Oberschleißheim geflogen, wo sie zerlegt und in die Luftfahrthalle des Museums geschafft wurde.

#### CASA (Spanien)
Bei CASA in Spanien wurden ab der letzten Phase des Zweiten Weltkriegs und nach dessen Ende insgesamt 170 Flugzeuge hergestellt. Die erste Baureihe wurde als CASA 352 bezeichnet; 106 Stück wurden produziert. Da der BMW-132-Motor der CASA 352 nicht mehr produziert wurde, änderte sich durch die Verwendung des in Spanien hergestellten Motors Elizalde (ENMASA) Beta die Motorverkleidung des mittleren Motors; von dieser als CASA 352L bezeichneten Version wurden 64 Exemplare hergestellt. Die Produktion wurde erst 1954 eingestellt. Diese Maschinen wurden von der spanischen Luftwaffe Ejercito del Aire bis 1974 geflogen. Einige flogen auch in Portugal. Viele Exemplare der CASA 352 blieben nach der Außerdienststellung bei der Luftwaffe in Museen erhalten oder wurden ins Ausland verkauft, wo sie zum Teil noch immer für Oldtimer-Rundflüge eingesetzt werden. Einige CASA 352 ersetzten wegen des Mangels an flugfähigen originalen Ju 52 ebendiese bei einigen Fluggesellschaften, die eine Ju 52 für Oldtimer-Rundflüge angeschafft haben.

## Zwischenfälle
Hier kann aufgrund der Fülle der Unfälle nur eine Auswahl an Totalverlusten, hauptsächlich aus der Zeit nach dem Zweiten Weltkrieg, dargestellt werden.

### Bis Mai 1945 (unabhängig von Kriegseinsätzen)
- Am 22. Juli 1935 stürzte eine Ju 52 mit 11 Soldaten im Harz Auf dem Acker ab, wovon bis 2023 ein – inzwischen von Unbekannten zerstörtes – Denkmal westlich der Hanskühnenburg zeugte.[22]

- Am 16. Juni 1936 kollidierte die Ju 52, WNr. 4077, Luftfahrzeugkennzeichen LN-DAE, der Det Norske Luftfartselskap "Havorn" im Lihesten Gebirge bei Hyllestad in Norwegen in schlechtem Wetter. Geborgene Wrackstücke befinden sich heute im Sola Luftfahrtmuseum.[23]

- Am 17. November 1936 wurde eine Ju 52 der Lufthansa (D-ASUI) beim Landeanflug auf Nürnberg aus Berlin kommend gegen den nur 603 Meter hohen Gipfelbereich des Moritzberg nahe Lauf an der Pegnitz geflogen. Der Kapitän hatte 15 Kilometer westlich des Flugplatzes bei Schneefall und schlechter Sicht die Orientierung verloren. Durch diesen Controlled flight into terrain (CFIT) wurden 4 der 16 Insassen getötet.[24][25]

- Am 1. November 1936 zerschellte eine Ju 52 („Heinrich Kroll“) der Deutschen Lufthansa (Kennzeichen: D-APOO) auf dem Flug von Frankfurt am Main nach Erfurt am Aschenbergstein bei Tabarz und fing Feuer. Alle 10 Insassen kamen ums Leben.[26]

- Am 4. Dezember 1936 kollidierte die Ju 52, WNr. 5078, D-ASIH der Lufthansa auf dem Flug von Lissabon über Genf nach München bei schlechtem Wetter mit dem Gebirgsmassiv bei La Grand Bornand in der Nähe von Annecy. Die sechs Insassen kamen dabei ums Leben. Das Wrack verblieb an der Unglücksstelle. Reste sollen durch den Gletscher freigegeben werden.[23]

- Am 16. November 1937 befand sich eine Junkers Ju 52/3m der belgischen Sabena (OO-AUB) auf dem Flug vom Flughafen Frankfurt zum Flughafen Brüssel-Haren. Aufgrund von Nebel am Zielort wurde zum Flugplatz Stene bei Ostende ausgewichen. Auch dort hatte sich das Wetter verschlechtert. Im Anflug rammte das Flugzeug in einer Höhe von 40 Metern den Schornstein einer Ziegelei, woraufhin die rechte Tragfläche abbrach und die Maschine in die Ziegelei stürzte. Bei diesem Controlled flight into terrain (CFIT) kamen alle elf Insassen ums Leben. Zu den acht Passagieren zählten der deutsche Segelflugpionier und Propeller-Konstrukteur Arthur Martens sowie fünf Mitglieder der Familie des früheren Erbgroßherzogs Georg Donatus von Hessen-Darmstadt (siehe auch Flugunfall von Ostende).[27]

- Am 2. Dezember 1938 zerschellte eine Ju 52 mit dem Kennzeichen D-ANOY im Anflug auf Wien am Leopoldsberg zwischen Wien und Klosterneuburg. Trotz Totalverlust des Flugzeuges überlebten alle Passagiere.[28][29]

- Am 14. März 1939 stürzte eine Ju 52/3mge der belgischen Sabena (OO-AUA) auf einem Frachtflug nahe dem Flughafen Haren (Brüssel) ab. Das Flugzeug kam aus London und sollte eine planmäßige Landung am Brüsseler Flughafen durchführen. Das Flugzeug überflog den Flughafen allerdings auf einer geschätzten Höhe von 50 bis 60 Metern. Anschließend sank es auf 10 bis 20 Meter Höhe, bevor es durchstartete. Kurz danach stürzte das Flugzeug auf ein Feld. Alle drei Insassen kamen ums Leben.[30]

- Am 16. April 1940 stürzte eine Ju 52/3m (Stammkennzeichen BA+KK)[31] nach einer Beerdigungsfeier für die beim Untergang der Blücher getöteten Soldaten in der Nähe des Oslofjords ab. Der ehemalige Kommandant der Blücher, Kapitän zur See Heinrich Woldag, kam beim Absturz ums Leben.[32]

- Am 14. Juni 1940 verschwand die Ju 52, WNr. 5494, OH-ALL der finnischen Aero O/Y auf dem Flug von Tallinn nach Helsinki. Mutmaßlich wurde das Flugzeug kurz nach dem Start in Tallinn von sowjetischen DB3-Bombern abgeschossen, nachdem die Sowjetunion wenige Tage vor der Besetzung der baltischen Staaten ein Flugembargo für diese Staaten verkündet hatte. Im Juni 2024 entdeckten Taucherteams vor der estnischen Insel Keri an der vermuteten Absturzstelle das Wrack einer Junkers Ju 52. Ob es sich hierbei tatsächlich um das Wrack der OH-ALL handelt, ist noch unklar.[23]

- Am 1. März 1941 verunglückte die Ju 52/3m, WNr. 5751, D-AQUB, "Hans Berr" der Deutschen Lufthansa bei der Landung in der Bucht von Hommelvik bei Trondheim. Die Schwimmer des Flugzeugs rissen bei einer harten Landung ab. Das Flugzeug versank mit drei der sechs Passagiere. Das Wrack befindet sich noch heute in einer Wassertiefe von 40 Metern in der Bucht von Hommelvik.[23]

- Am 18. Dezember 1942 verunglückte eine von Kopenhagen kommende Ju 52/3m der Det Danske Luftfartselskab (DDL) (OY-DAL) im Anflug auf Wien wenige Kilometer vor dem Zielflugplatz. Zwei der sechzehn Passagiere starben; die anderen sowie die drei Besatzungsmitglieder überlebten.[33]

- Am 1. Januar 1943 verunglückte eine Junkers Ju 52/3m der belgischen Sabena (OO-AUG) 128 Kilometer vom Flughafen Bangui (Französisch-Äquatorialafrika) entfernt. Nähere Einzelheiten sind derzeit nicht verfügbar. Alle Insassen, Besatzungsmitglieder und Passagiere, überlebten den Unfall. Das Flugzeug wurde irreparabel beschädigt.[34]

- Am 25. März 1944 verunglückte eine Junkers Ju 52/3m der belgischen Sabena (OO-AGU) bei Costermansville (Kongo-Freistaat). Das Flugzeug wurde irreparabel beschädigt. Nähere Einzelheiten sind derzeit nicht verfügbar. Über Personenschäden ist nichts bekannt.[35]

- Am 3. April 1944 verunglückte eine Junkers Ju 52/3m der belgischen Sabena (OO-AUF) in der Nähe von Mongena (Kongo-Freistaat). Nähere Einzelheiten sind derzeit nicht verfügbar. Das Flugzeug wurde irreparabel beschädigt. Über Personenschäden ist nichts bekannt.[36]

- Am 16. Oktober 1944 kollidierte die Ju 52, WNr. 640608, D-ADQV, "Hermann Stache" auf dem Flug von Berlin über Kopenhagen nach Oslo über dem Skorvefjelli-Gebirge bei Hestnutan in Norwegen mit einer Felswand. An der Unfallstelle sollen noch Wrackteile des Flugzeugs vorhanden sein.[23]

- Am 20. April 1945 starben beim Abschuss der Ju 52/3m (D-ANAJ) der Deutschen Lufthansa bei Berlin fünfzehn Passagiere und die drei Besatzungsmitglieder.[37]

### Nach dem Zweiten Weltkrieg
- Am 10. September 1945 wurde eine Amiot AAC.1 (Junkers Ju 52) der Air France (F-BAJP) auf dem Flughafen Paris-Le Bourget aus nicht bekannten Gründen irreparabel beschädigt. Über Personenschäden ist nichts bekannt.[38]

- Am 10. November 1945 wurde eine Amiot AAC.1 (Junkers Ju 52) der Air France (F-BANO) auf dem Flughafen Paris-Le Bourget aus nicht bekannten Gründen irreparabel beschädigt. Über Personenschäden ist nichts bekannt.[39]

- Am 23. November 1945 wurde eine Amiot AAC.1 (Junkers Ju 52) der Air France (F-BAKL) auf dem Flugplatz Toulouse-Montaudran (Département Haute-Garonne) irreparabel beschädigt.[40] Einzelheiten sind nicht verfügbar. Über Personenschäden ist nichts bekannt.[41]

- Am 13. Januar 1946 stürzte eine Amiot AAC.1 der Air France (F-BANP) in Le Bouscat, 8 Kilometer nordöstlich des Flughafens Bordeaux-Mérignac (Département Gironde), in ein Haus, nachdem sie einen Kirchturm gestreift und dabei einen Teil der Tragfläche verloren hatte. Die Maschine befand sich auf einem Nachtluftpostflug von Paris mit mehreren Zwischenlandungen nach Bordeaux und kam zuletzt vom Flughafen Pau-Pont-Long. Wegen der schlechten Sicht überflogen die Piloten den Platz und hatten sich offenbar entschieden, dort nicht zu landen. Die beiden Piloten, die einzigen Insassen auf dem Postflug, kamen ums Leben.[42]

- Am 2. Februar 1946 wurde eine Amiot AAC.1 der Air France (F-BALK) beim Start vom Flughafen in Belo sur Tsiribihina (Madagaskar) irreparabel beschädigt. Alle Insassen überlebten den Unfall.[43]

- Am 4. Februar 1946 verunglückte eine Amiot AAC.1 der Air France (F-BAKO) am Flugplatz San Luis (Menorca) (Balearen, Spanien) nach einem Triebwerksausfall. Die Maschine befand sich auf einem Flug von Marseille nach Algier mit Zwischenlandung auf Menorca. Alle 19 Insassen, drei Besatzungsmitglieder und 16 Passagiere, überlebten den Unfall. Das Flugzeug wurde irreparabel beschädigt.[44]

- Am 22. Mai 1946 fiel bei einer Ju 52/3m2e der Det Norske Luftfartselskap (DNL) (LN-LAB) kurz nach dem Start vom Flughafen Oslo-Fornebu der linke Motor aus. Beim Versuch einer Umkehrkurve kam es zum Strömungsabriss, die Maschine streifte Baumwipfel und stürzte in ein Haus am Südrand des Flughafens. Alle 12 Insassen bis auf einen Passagier starben.[45][46]

- Am 28. Juni 1946 streifte eine Amiot AAC.1 der Air France (F-BAJS) im Anflug auf den Flughafen Pau-Pont Long-Uzein (Département Pyrénées-Atlantiques) Stromleitungen und stürzte ab. Von den drei Besatzungsmitgliedern des Postfluges kamen 2 ums Leben.[47]

- Am 8. August 1946 wurde eine Amiot AAC.1 (Junkers Ju 52) der Air France (F-BAJT) auf dem Flughafen Paris-Le Bourget aus unbekannten Gründen irreparabel beschädigt. Über Personenschäden ist nichts bekannt.[48]

- Am 26. Oktober 1946 wurde eine Amiot AAC.1 der Transports Aériens Intercontinentaux (TAI) (F-BBYL) am Flughafen Marseille-Marignane irreparabel beschädigt. Über Personenschäden ist nichts bekannt.[49]

- Am 6. Januar 1947 geriet eine Amiot AAC.1 der Transports Aériens Intercontinentaux (TAI) (F-BBYK) aufgrund stark geänderter Windverhältnisse vom Kurs ab und flog in 1800 Metern Höhe in eine schneebedeckte Flanke des Mont Ventoux. Die dreiköpfige Besatzung des Frachtflugs von Marseille nach Lyon überlebte.[50]

- Am 26. Januar 1947 verunglückte eine Junkers Ju 52/3m der British European Airways (G-AHOK) in der Nähe des Flughafens Glasgow-Renfrew (Schottland). Die Maschine wurde irreparabel beschädigt. Nähere Umstände, auch über Opfer, sind derzeit nicht bekannt.[51]

- Am 5. März 1947 wurde eine Amiot AAC.1 der Air France (F-BAKP) auf dem Flughafen Paris-Le Bourget aus unbekannten Gründen irreparabel beschädigt. Über Personenschäden ist nichts bekannt.[52]

- Am 20. März 1947 wurde eine Amiot AAC.1 (Junkers Ju 52) der Air France (F-BAKM) auf dem Flughafen Freetown-Lungi (Sierra Leone) irreparabel beschädigt. Über Personenschäden ist nichts bekannt.[53]

- Am 30. April 1947 wurde eine Amiot AAC.1 der Air France (F-BBYG) auf dem Flughafen Niamey (Niger) irreparabel beschädigt. Über Personenschäden oder weitere Einzelheiten ist nichts bekannt.[54]
- Am 4. Juni 1947 flog eine Amiot AAC.1 der Air France (F-BANB) bei Gémenos (Département Bouches-du-Rhône) in bergiges Gelände. Die Maschine befand sich auf einem Frachtflug von Nizza über Lyon nach Paris. Die 3 Besatzungsmitglieder, die einzigen Insassen auf dem Frachtflug, wurden getötet.[55]
- Am 7. Juni 1947 wurde eine Amiot AAC.1 der Air France (F-BAKV) auf dem Flughafen Dakar-Yoff (Senegal) aus nicht bekannten Gründen irreparabel beschädigt. Über Personenschäden ist nichts bekannt.[56]

- Am 1. Juli 1947 verunglückte eine Amiot AAC.1 der Air France (F-BALF) auf einem Inlandsflug von Yaounde (Kamerun) nach Douala bei Éséka. Alle 13 Insassen, drei Besatzungsmitglieder und 10 Passagiere, kamen ums Leben. Das Flugzeug wurde zerstört.[57]

- Am 4. Oktober 1947 wurde eine Amiot AAC.1 der Air France (F-BAJB) auf dem Flughafen Pau-Pont Long-Uzein (Département Pyrénées-Atlantiques) irreparabel beschädigt. Über Personenschäden ist nichts bekannt.[58]

- Am 25. November 1947 verunglückte die Ju 52, WNr. 5510, OO-AGU der Sabena bei Costermannsville im Kongo-Einsatz.[23]

- Am 3. Februar 1949 verunglückte die Junkers Ju 52, WNr. 7335, der Aeroflot bei einer Notlandung nach Tragflächenvereisung in einem Schneesturm an einem Berghang in der Nähe der Stadt Chita. Das Flugzeug wurde 2002 wiederentdeckt und befindet sich heute unrestauriert in einem Museum in Nowosibirsk[23]

- Am 12. Mai 1951 verunglückte eine Amiot AAC.1 der Air Fret Transimax (F-BDYE) nahe Rovigo (heute Bougara) (Algerien) und wurde irreparabel beschädigt. Alle drei Besatzungsmitglieder des Frachtfluges starben.[59]

- Am 29. Juni 1951 verunglückte eine Amiot AAC.1 der JAT – Jugoslovenski Aerotransport (YU-ACE) nahe Rijeka, Kroatien, wobei alle drei Besatzungsmitglieder und elf Passagiere starben.[60]

- Am 26. Juli 1951 verunglückte eine Amiot AAC.1 der französischen Compagnie Autrex (F-BBYF) bei Lào Cai, Vietnam, und wurde irreparabel beschädigt. Mindestens ein Insasse starb.[61]

- Am 2. Januar 1952 verunglückte eine Amiot AAC.1 der Air France (F-BAMQ) in der Nähe von Andapa (Madagaskar). Von den elf Insassen (acht Passagiere und drei Besatzungsmitglieder) kamen 3 Passagiere sowie alle drei Besatzungsmitglieder ums Leben.[62]

- Am 5. Dezember 1952 wurde eine Amiot AAC.1 der Air France (F-BANK) auf dem Flughafen Antsirabato (Madagaskar) irreparabel beschädigt. Nähere Einzelheiten, auch über Personenschäden, sind nicht bekannt.[63]

- Am 10. April 1953 verunglückte eine Amiot AAC.1 der Air France (F-BALE) am Flughafen Miandrivazo (Madagaskar) beim Start zu einem Frachtflug. Alle 4 Insassen, drei Besatzungsmitglieder und ein Passagier, wurden getötet.[64]

- Am 11. Mai 1953 wurde eine Amiot AAC.1 (Ju 52) der französischen Compagnie Autrex (F-BBZL) bei einer Bruchlandung an einem unbekannten Ort in Vietnam zerstört. Über Personenschäden ist nichts bekannt.[65]

- Am 23. Februar 1957 stürzte eine Junkers Ju 52/3m der Viação Aérea São Paulo (VASP) (PT-AUX) während des Reisefluges in ein Feld, explodierte und brannte aus. Die Maschine befand sich auf dem Flug von São Paulo-Congonhas nach Rio de Janeiro. Alle sechs Insassen (vier Passagiere und zwei Besatzungsmitglieder) kamen ums Leben.[66]

- Am 2. April 1958 stürzte eine Junkers Ju 52/3m der ecuadorianischen Fluggesellschaft Transportes Aéreos Orientales (TAO) (HC-SND) nach Triebwerksproblemen in der Nähe von Quito ab. Die Maschine befand sich auf dem Flug von Quito nach Esmeraldas (Ecuador). Von den 14 Insassen (12 Passagiere und 2 Besatzungsmitglieder) kamen 3 Passagiere ums Leben.[67]

- Am 8. Juni 1965 kollidierten zwei CASA 352 (Lizenzbau der Junkers Ju 52/3m) der Spanischen Luftstreitkräfte in der Nähe des Luftwaffenstützpunktes Alcantarilla bei Murcia. Die beiden Flugzeuge (T.2B-229 und T.2B-230) stießen innerhalb einer Formation von neun CASA 352 beim Absetzen von Fallschirmspringern zusammen und stürzten ab. Alle sechs Besatzungsmitglieder der beiden Maschinen sowie acht Fallschirmspringer an Bord einer der Maschinen wurden getötet.[68][69]

- Am 27. Juli 1971 wurde eine CASA 352 der Spanischen Luftstreitkräfte (T.2B-198) an einem unbekannten Ort irreparabel beschädigt. Über Personenschäden ist nichts bekannt. Dies war der letzte Totalschaden einer Ju 52 und ihrer Nachbauten im regulären Betrieb einer Linienfluggesellschaft oder Luftwaffe.[70]

- Am 4. August 2018 stürzte eine Ju 52/3m g4e der Ju-Air (HB-HOT) südwestlich des Piz Segnas (Schweiz) in einer Höhe von etwa 2470 Metern fast senkrecht in einen schwach geneigten Kessel. Die Maschine wurde zerstört und alle 20 Insassen starben.[71][72]

## Technische Daten

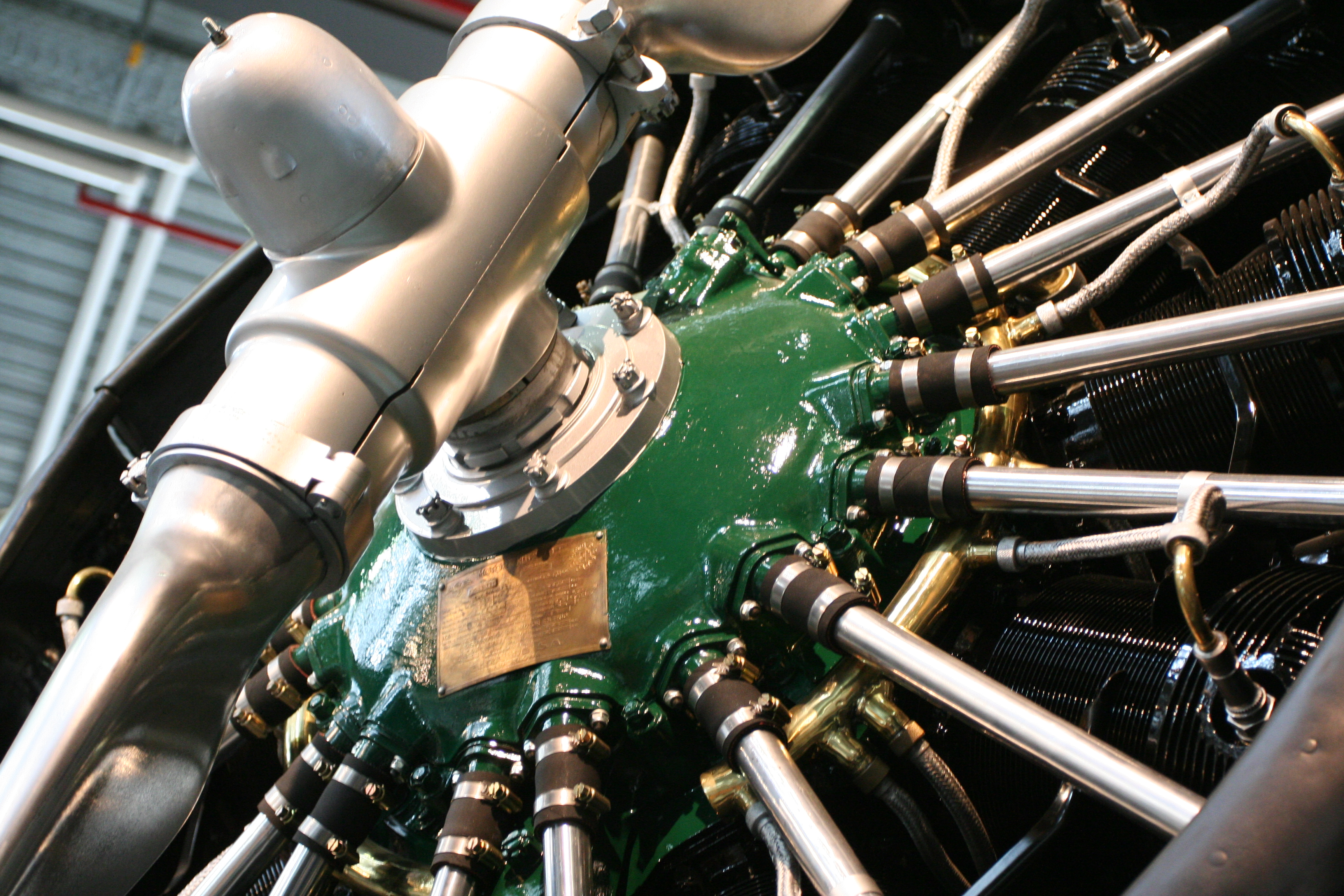
Triebwerk Elizalde Beta

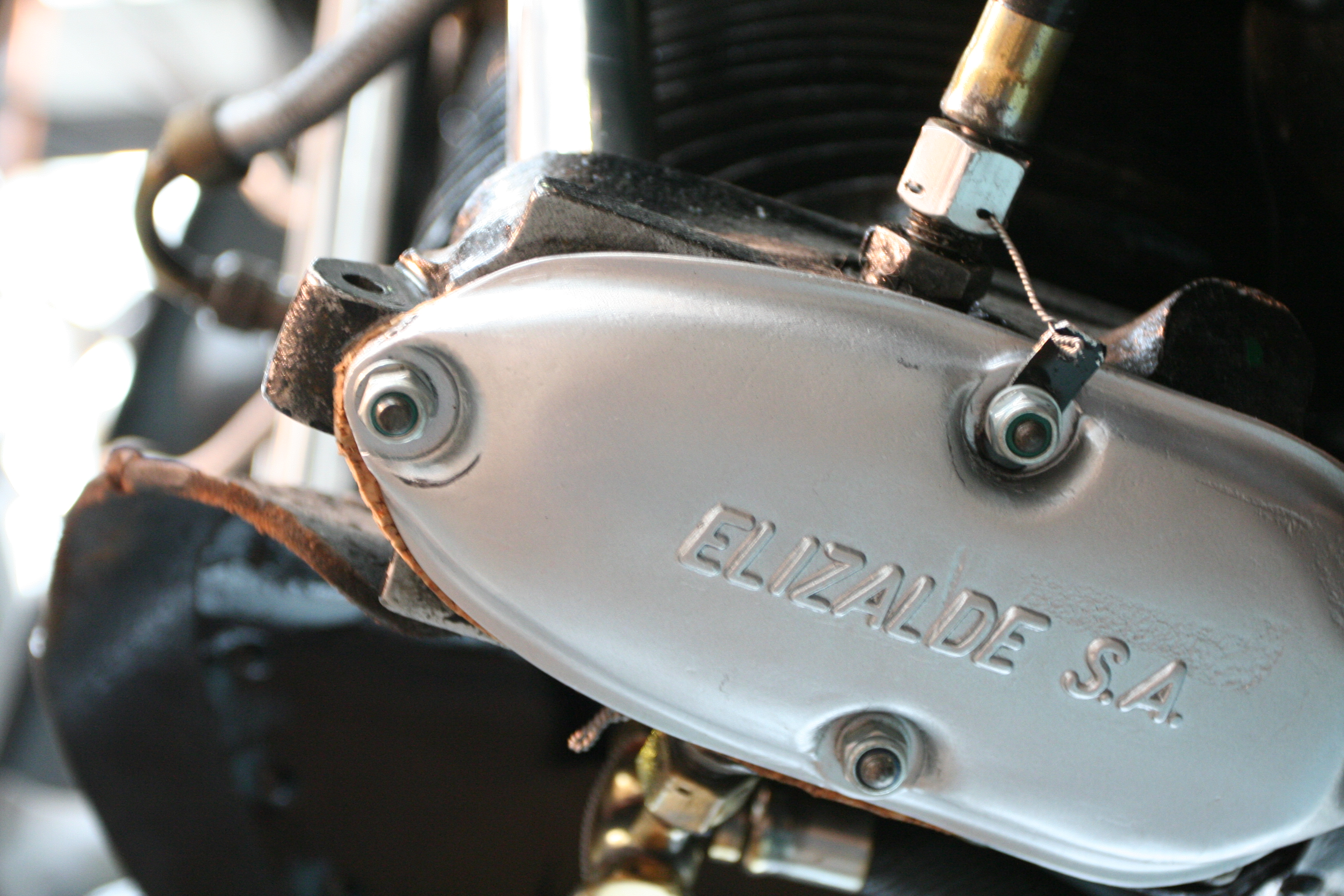
Detail des Elizalde Beta

| Kenngröße             | Daten |
| --------------------- | --- |
| Besatzung             | 3 |
| Passagiere            | 15–17 |
| Länge                 | 18,50 m (mit Schwimmern 19,40 m)                                                                                                 |
| Spannweite            | 29,25 m |
| Höhe                  | 04,65 m, mit Fahrwerk 6,10 m |
| Flügelfläche          | 110,50 m² |
| Flügelstreckung       | 7,7 |
| Leermasse             | 05.720 kg |
| max. Startmasse       | 10.500 kg |
| max. Nutzlast         | 01.500 kg |
| Triebwerke            | 3 × BMW 132 (mehrere Varianten) oder 3 × Pratt & Whitney „Hornet“ oder 3 × Elizalde Beta (spanischer Nachbau des Wright Cyclone) |
| Leistung              | 3 × 600 PS (ca. 440 kW) bis 3 × 750 PS (ca. 550 kW)                                                                              |
| Startgeschwindigkeit  | 120 km/h |
| Höchstgeschwindigkeit | 290 km/h |
| Reisegeschwindigkeit  | 180 km/h |
| Landegeschwindigkeit  | 106 km/h |
| Gipfelhöhe            | 6300 m |
| Reichweite            | 1200–1300 km |
| Bewaffnung            | ein MG 131 Kal. 13 mm im offenen Stand über dem Rumpf zwei 7,92-mm-MG an den Rumpfseiten                                         |

## Verbliebene flugfähige Maschinen
Einige der Ju 52/3m blieben lange flugfähig erhalten und wurden bis in jüngere Zeit entsprechend genutzt, z. B. für Oldtimer-Flüge. Zahlreiche andere Maschinen befinden sich in Museen in der ganzen Welt oder werden an öffentlichen Plätzen ausgestellt.
Bis 2018 waren noch drei flugfähige Ju 52/3m von Junkers sowie vier Lizenznachbauten von Construcciones Aeronáuticas S.A. (CASA) vorhanden. Die meisten Maschinen betrieb die schweizerische Ju-Air, die sie hauptsächlich für Rundflüge einsetzte. Nach dem Absturz der Junkers Ju 52 HB-HOT mit 20 Toten am 4. August 2018 erteilte das Schweizer Bundesamt für Zivilluftfahrt (BAZL) ein einstweiliges Flugverbot. Nach Abschluss der Untersuchungen wurden für einen erneuten Betrieb mit Passagieren so scharfe Auflagen erteilt, dass er den Betreibern nicht mehr attraktiv erschien.
Auch für die meisten anderen noch fliegenden Maschinen endete die Ära ihres Flugbetriebes kurz zuvor oder danach. Im Jahr 2023 wurde noch eine in Frankreich registrierte Maschine für Schauflüge vorgehalten, außerdem gibt es in den USA ein flugfähiges Exemplar. Beide Maschinen tragen die originalgetreue Bemalung der deutschen Luftwaffe (im Falle des französischen Exemplars allerdings ohne Hakenkreuze).

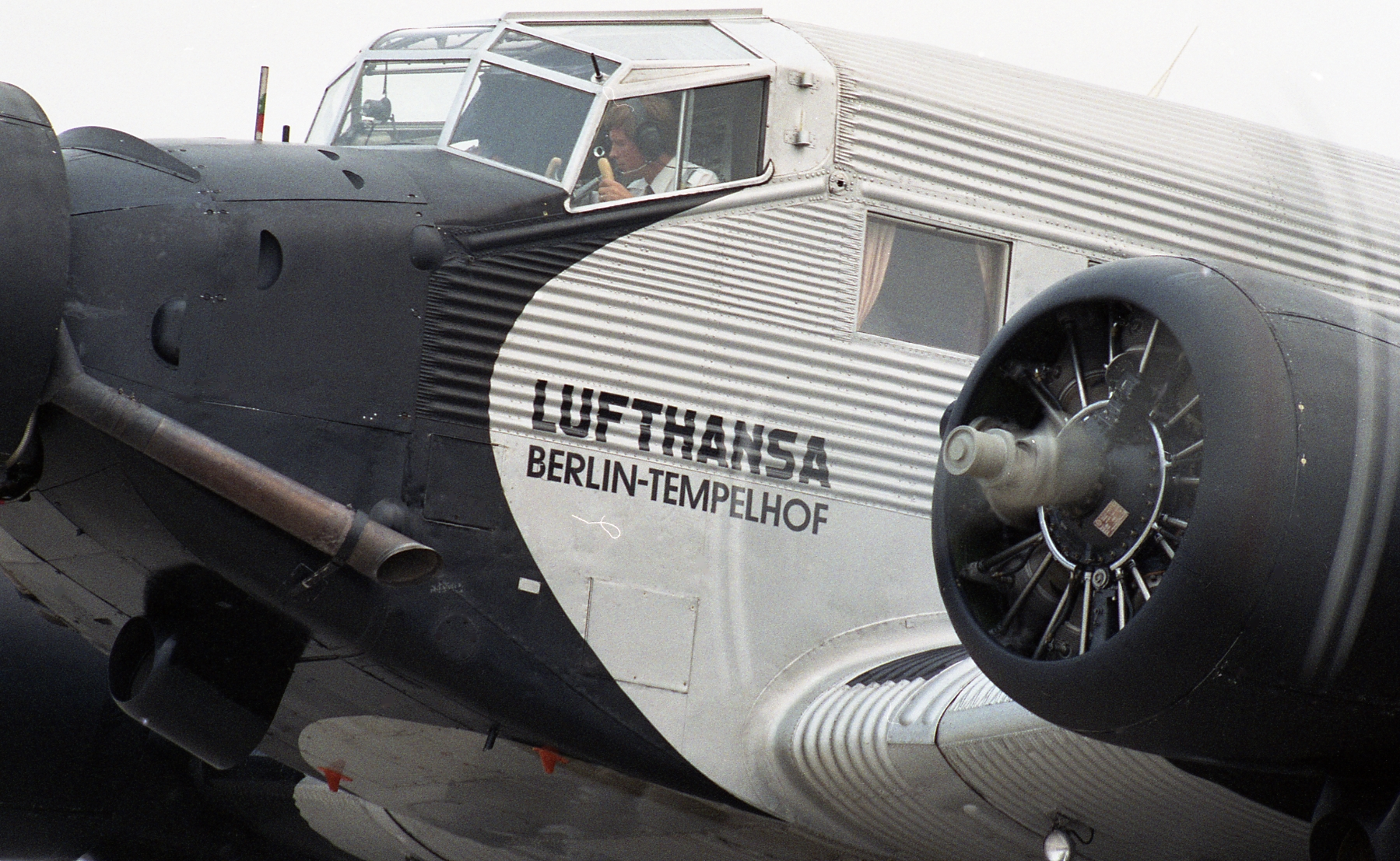
Lufthansa Ju 52/3m D-AQUI: im Jahr 1989 auf dem Bremer Flughafen
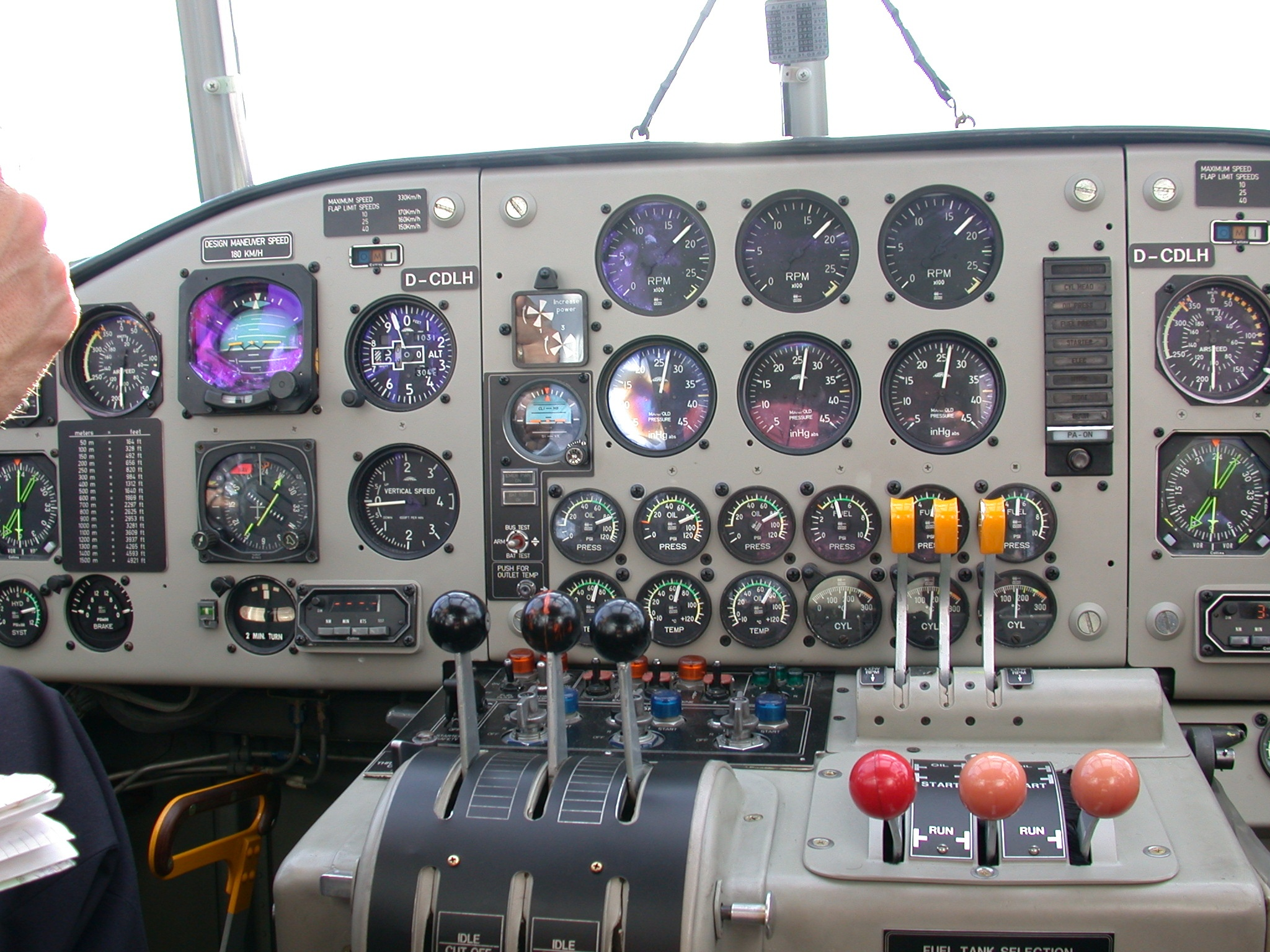
Lufthansa Ju 52/3m D-AQUI: Cockpit-Ansicht

Im Folgenden werden die bis vor wenigen Jahren flugfähigen Maschinen vorgestellt, farblich getrennt nach zerstört (rot), als Ausstellungsstück erhalten (gelb) und flugfähig (grün):
| Letzter Betreiber                                   | Kenn- zeichen  | Version      | Zuletzt flugfähig stationiert in                          | Bemerkung | Bild                                 |
| --------------------------------------------------- | -------------- | ------------ | --------------------------------------------------------- | --- | ------------------------------------ |
| Ju-Air                                              | HB‑HOT         | Ju 52/3m g4e | Dübendorf/Schweiz                                         | Ehemalige A-702 der Schweizer Luftwaffe, originale BMW-Motoren. Die HB-HOT (ehemalige A-702 der Schweizer Luftwaffe), die in den Filmen „Agenten sterben einsam“ (1968) „Operation Walküre“ (2008) und „Bis zum Horizont, dann links!“ (2012) zu sehen war, wurde am 4. August 2018 bei einem Absturz zerstört. |                                      |
| Ju-Air                                              | HB‑HOS         | Ju 52/3m g4e | Dübendorf/Schweiz                                         | Ehemalige A-701 der Schweizer Luftwaffe, originale BMW-Motoren. Die HB-HOS war in der TV-Serie „Zwei himmlische Töchter“ (1978) zu sehen. Nach dem Absturz der HB-HOT wurde zunächst ein einstweiliges Flugverbot erteilt; ein erneuter Flugbetrieb war geplant und hierfür eine Generalsanierung in Angriff genommen, die jedoch aufgrund der erheblich verschärften Auflagen des BAZL im Jahr 2022 eingestellt wurde. Anschließend wurde das Flugzeug zum symbolischen Preis von einem Schweizer Franken an das Luftfahrtmuseum Wernigerode verkauft. Dort traf es (zerlegt) am 20. April 2023 ein. Es soll auf seine originale Ausstattung einschließlich der Instrumentierung von 1939 zurückgerüstet und begehbar ausgestellt werden. | HB-HOS                               |
| Ju-Air                                              | HB‑HOP         | Ju 52/3m g4e | Dübendorf/Schweiz                                         | Ehemalige A-703 der Schweizer Luftwaffe, originale BMW-Motoren. Nach dem Absturz der HB-HOT wurde die Maschine aus dem Flugbetrieb genommen und als Museumsstück auf dem Flugplatz Dübendorf ausgestellt. Überlegungen zur Reaktivierung der HB-HOP wurden vom Verein der Freunde der Schweizer Luftwaffe und der Eidgenossenschaft im August 2024 aufgegeben. | HB-HOP (2012)                        |
| Ju-Air                                              | HB-HOY         | CASA 352A‑3  | Verkehrslandeplatz Mönchengladbach                        | Die Maschine verfügt über Original-BMW-Motoren und war jahrelang auf der Zuschauerterrasse des Flughafens Düsseldorf als D-CIAK ausgestellt. Anschließend vom Verein der Freunde historischer Luftfahrzeuge e. V. in Mönchengladbach für Rundflüge benutzt, wurde die Maschine im Jahr 2016 mangels Ersatzteilen endgültig stillgelegt. | Ju-Air CASA 352 (HB-HOY) in Zürich   |
| Deutsche Lufthansa Berlin-Stiftung (DLBS)           | D-CDLH         | Ju 52/3m     | Flughafen Paderborn/Lippstadt                             | Die lange Zeit bei der Lufthansa als deren ältestes (und kleinstes) Fluggerät offiziell gelistete Maschine wurde 1936 unter dem Namen „Fritz Simon“ in Dienst gestellt.und trug das Kennzeichen D-AQUI. Nach mehreren Eigentümer- und Nationalitätswechseln sowie Umrüstung auf P&W-Motoren und 3-Blatt-Propeller kaufte die Lufthansa aus Anlass ihres 60. Gründungsjubiläums 1984 die Maschine von ihrem damaligen US-amerikanischen Eigentümer. Es folgte eine gründliche Restaurierung in Hamburg, wobei auch äußerlich der Originalzustand von 1936 in den historischen grau-schwarzen Lufthansa-Farben wiederhergestellt wurde. Seitdem war die Maschine offiziell als Teil des Flugzeugparks der Lufthansa gelistet und führte regelmäßig Passagierflüge durch, womit sie das älteste zugelassene Flugzeug der Welt mit regelmäßigem Passagierbetrieb war. Im Januar 2019 gab die DLBS zunächst bekannt, dass wegen einer beschädigten Motoraufhängung alle Passagierflüge mit der Ju 52 bis auf weiteres ausgesetzt würden. Kurz darauf entschied der Lufthansa-Vorstand, die Kostenzuschüsse an die DLBS einzustellen, was das Ende der Passagierflüge bedeutete. Nach Zwischeneinlagerungen in Hamburg und Bremen wurde die Maschine im September 2020 zum Flughafen Paderborn/Lippstadt transportiert. In Paderborn wurde die Maschine vom Quax Verein zur Förderung von historischem Fluggerät e. V. wieder teilmontiert. Im Rahmen besonderer Veranstaltungen des Vereins kann die Maschine gelegentlich in Paderborn besichtigt werden. Ab 2026 soll das Flugzeug in einem neu errichteten Veranstaltungszentrum der Deutschen Lufthansa AG am Frankfurter Flughafen für die Öffentlichkeit zugänglich gemacht werden. |                                      |
| South African Airways Historic Flight               | ZS-AFA         | CASA 352     | Swartkop/Südafrika                                        | Die Maschine wurde 1954 in Spanien gebaut und flog bis 1972 für die dortige Luftwaffe. Anschließend wurde sie von einem englischen Sammler erworben. Zu ihrem 50-jährigen Gründungsjubiläum im Jahr 1984 wurde sie von South African Airways gekauft und vollführte am 14. Januar 1984 untere dem Namen „Jan van Riebeeck“ ihren Erstflug in Südafrika. Zuvor war die Maschine in Deutschland restauriert und – in Einzelteile zerlegt – nach Durban verschifft worden. In den folgenden Jahren wurde die Maschine häufig für Rundflüge eingesetzt, doch gab es immer wieder Probleme mit den abgefahrenen Reifen, so dass zwischenzeitlich das ganze Fahrgestell ausgetauscht werden musste. Nachdem sie bereits 1975 in der Filmkomödie „Africa Express“ eingesetzt worden war, tauchte die Maschine unter der Ägide der SAA nunmehr häufig in Filmen auf, unter anderem in „Cry, the Beloved Country“ von 1995. Schließlich erzwangen insbesondere finanzielle Schwierigkeiten ihres Eigentümers, der inzwischen aufgelösten historischen Abteilung der SAA, im Jahr 2015 ein einstweiliges Ende des Flugbetriebes. Das Flugzeug ging dann an die South-African-Airways-Museumsgesellschaft, die jedoch in der Corona-Krise sogar in Schwierigkeiten geriet, überhaupt einen Hangar für die Maschine zu finden. Ein erneuter Flugbetrieb ist vorläufig nicht angedacht. |                                      |
| Military Aviation Museum, Virginia Beach (Virginia) | N352JU (1Z+AR) | CASA 352L    | Virginia Beach (Virginia)                                 | Die Maschine wurde 1950 oder 1954 (die vorhandenen Daten sind inkonsistent) bei CASA in Getafe unter der Seriennummer T2B 176 für die spanische Luftwaffe gebaut. Bis 1976 absolvierte sie allerdings lediglich insgesamt 1500 Flugstunden. Nachdem sie 1976 von der spanischen Regierung zum Kauf angeboten worden war, wurde sie von der „Confederated Air Force“ (der heutigen „Commemorative Air Force“) im Rahmen eines Fundraisings erworben und 1979 nach England geflogen, wo die Ausrüstung modernisiert und ergänzt wurde. Im folgenden Jahr flog die Maschine mit ihren BMW-Originalmotoren aus eigener Kraft in zehn Tagen in die USA und wurde im Rahmen einer Restauration nach den Angaben des ehemaligen Luftwaffenpiloten Leutnant Franz Lankenauer vorbildgerecht mit den Markierungen seiner Maschine aus der 7. Staffel des Kampfgeschwaders z. b. V . 1 versehen; im Rahmen einer Flugschau konnte der inzwischen 81-jährige Lankenauer 1990 selbst im Cockpit „seiner“ Maschine Platz nehmen. Zwischen 1990 und 1998 erfolgte eine erneute aufwändige Restauration; dabei erhielt die Maschine P&W-Motoren und wurde umgerüstet auf 3-Blatt-Propeller. Passagierflüge werden nicht mehr durchgeführt, allerdings werden gelegentlich bei Flugschauen noch Personen in deutschen Fallschirmjägeruniformen abgesetzt, um die Invasion von Kreta nachzustellen. |                                      |
| Amicale J. B. Salis                                 | F-AZJU         | CASA 352     | Aérodrome de La Ferté-Alais (Cerny bei Paris, Frankreich) | Der Rumpf ist aus deutscher Produktion, wie ein (erst bei der Restaurierung entdecktes) Bezeichnungsschild aus dem Jahr 1943 mit der Registriernummer 24 zeigt (nach dem Verkauf der Lizenz an CASA wurden von Junkers 30 Originalflugzeuge geliefert, um die spanischen Montagebänder zu überprüfen), das Flugzeug wurde unter der Regie von EADS bis 2003 flugfähig restauriert. Die Maschine besitzt keine Zulassung zur Personenbeförderung, macht aber Schauflüge. Sie verfügt noch über originale Ju-52/3m-Instrumente und trägt eine Bemalung der deutschen Luftwaffe. | Amicale J.B. Salis CASA 352 (F-AZJU) |

### Ju 52/3m in Museen

#### Europa
Belgien

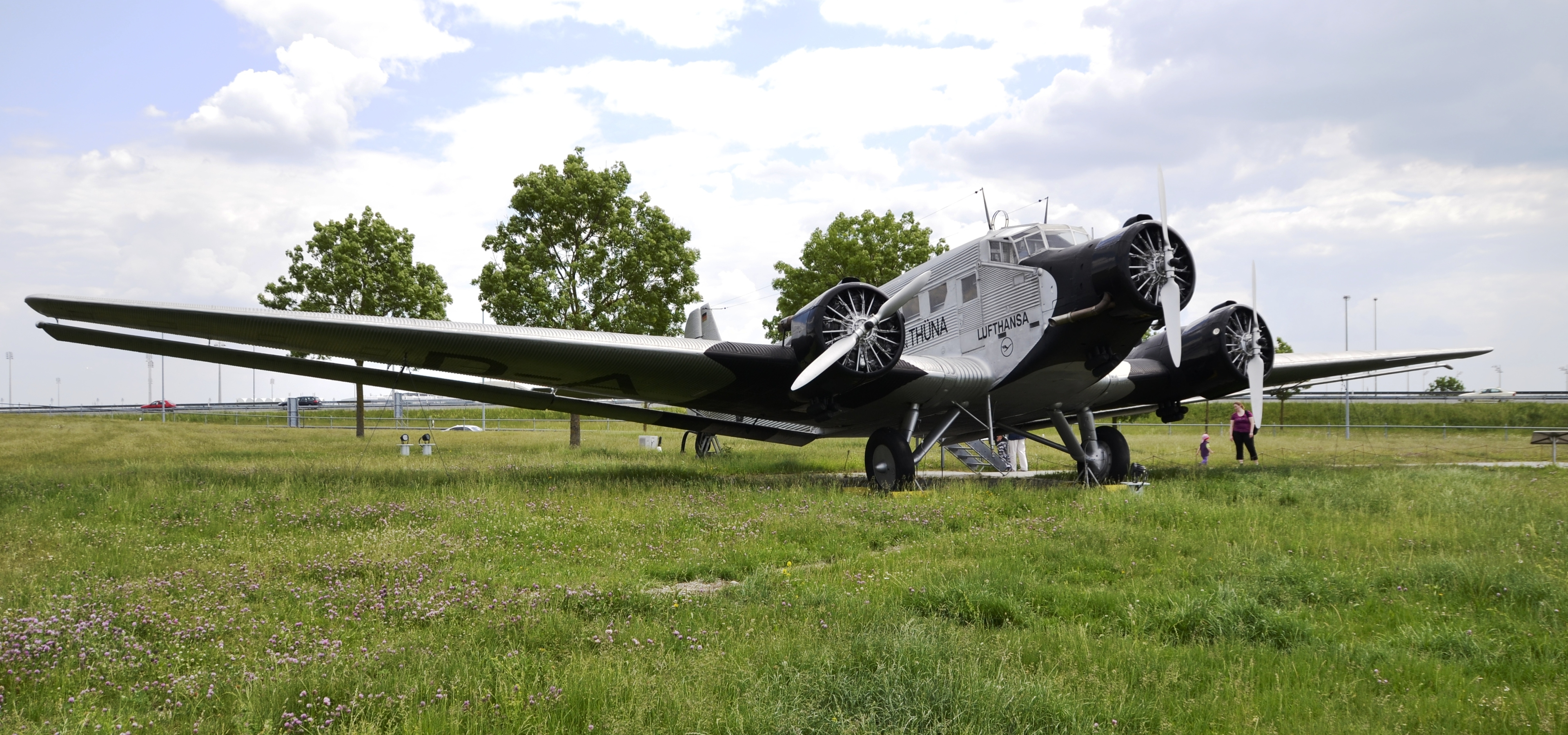
Junkers Ju 52/3m im Besucherpark am Flughafen München

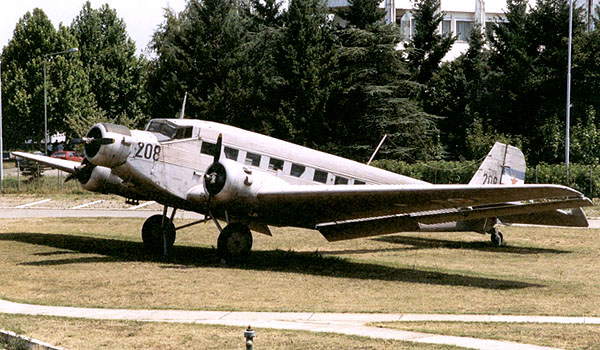
Junkers Ju 52 im Luftfahrtmuseum am Flughafen in Belgrad, Serbien

- Musée Royal de l’Armée, Brüssel, Belgien – Ju52/3m

Deutschland
- Deutsches Technikmuseum Berlin – Ju 52/3m
- Technikmuseum „Hugo Junkers“ Dessau (Sachsen-Anhalt) – Ju 52/3m
- Flugausstellung Leo Junior, Hermeskeil (Rheinland-Pfalz) – CASA 352
- Deutsches Museum, München (Bayern) – AAC.1
- Besucherpark am Flughafen München, München (Bayern) – CASA 352
- Auto- und Technikmuseum Sinsheim, Sinsheim (Baden-Württemberg) – 2 × CASA 352
- Technik-Museum Speyer, Speyer (Rheinland-Pfalz) – 1 × Ju 52/3m und 1 × CASA 352
- Luftfahrtmuseum Wernigerode (Sachsen-Anhalt) – Ju 52/3m
- Ju-52-Museum Traditionsgemeinschaft Lufttransport Wunstorf (vormals IG Ju52 e. V.), Wunstorf (Niedersachsen) – Ju 52/3m
- WDL Luftschiff-Hangar, Flughafen Essen-Mülheim (Nordrhein-Westfalen)[23] – AAC.1
- Quax Verein zur Förderung von historischem Fluggerät, Paderborn (Nordrhein-Westfalen) – Ju 52/3m, nur temporär zugänglich[23]
- Hugo-Junkers-Hangar, Flughafen Mönchengladbach (Nordrhein-Westfalen) – CASA 352

Frankreich
- Musée de l’air et de l’espace, Paris/Le Bourget, Frankreich, AAC.1, eingelagert
- Musee de l'Aviation de Melun, Villaroche, Frankreich – AAC.1[23]
- Amicale de Jean Baptiste, La Ferte Alais, Frankreich – CASA 352, flugfähig[23]

Griechenland
- Museum der Griechischen Luftstreitkräfte, Athen, Griechenland – Ju 52/3m teilrestauriert

Großbritannien
- Kent Battle of Britain Museum, Hawkinge, Großbritannien – CASA 352

Norwegen
- Norsk Luftfartsmuseum, Bodø, Norwegen – Ju 52/3m
- Forsvarsmuseets Flysamling, Oslo, Norwegen – Ju 52/3m
- Gemeinde Gratangen, Gratangen, Norwegen – Ju-52/3m-Wrack[23]

Niederlande
- Aviodrome, Lelystad, Niederlande – CASA 352[23]

Polen
- Polnisches Luftfahrtmuseum, Krakau, Polen – AAC.1

Portugal
- Museu do Ar, Sintra, Portugal – Ju 52/3m
- Museu do Ar, Alverca, Portugal – Ju-52/3m-Wrack eingelagert[23]
- Museo do Ar, Alcochete, Portugal – Ju 52/3m eingelagert[23]

Russland
- Aircraft Restoration Group, Novosibirsk, Russland – Ju-52/3m-Wrack[23]

Schweden
- Svedino’s Automobile and Aviation Museum, Falkenberg, Schweden – CASA 352

Schweiz
- Flieger Flab-Museum, Dübendorf, Schweiz – Ju 52/3m[23]

Serbien
- Muzej Jugoslovenskog Vazduhoplovsta, Belgrad, Serbien – AAC.1

Spanien
- Museo del Aire, Madrid, Spanien – 2 × CASA 352
- Alcantarilla AFB, Alcantarilla, Spanien – CASA 352[23]
- Murcia AFB, Murcia, Spanien – CASA 352[23]

#### Nordamerika
- National Museum of the United States Air Force, Dayton, USA – CASA 352, eingelagert
- National Air and Space Museum, Washington, D.C., USA – CASA 352
- Royal Aviation Museum of Western Canada, Winnipeg, Kanada[23] – Ju 52/1m, Replika auf Basis CASA 352
- Fighter Factory, Virginia City, USA – CASA 352 flugfähig
- Weeks Air Museum, Polk City, USA – CASA 352 eingelagert[23]

#### Südamerika
- Museo Nacional de Aeronautica, Buenos Aires, Argentinien – Ju 52/3m in Instandsetzung
- Museo Aeroespacial Colombiano-MAECO, Briceno, Kolumbien – Ju 52/3m
- Museu Aeroespacial, Curitiba, Brasilien[23] – AAC.1, eingelagert
- TAM Museum, Sao Carlos, Brasilien[23] – AAC.1 (Ausstellung geschlossen)

Weitere 45 Wrackstellen und Flugzeugfragmente findet man bei

## Filmische Rezeption
In der sechsteiligen Fernsehserie Zwei himmlische Töchter (1978) spielte eine Ju 52 eine zentrale Rolle. Hier hatten Kikki (Ingrid Steeger) und Chantal (Iris Berben) von einem Verehrer eine alte Ju 52 (genannt Emma) geerbt und die Fluggesellschaft Donnerflug gegründet. Auf ihren Flügen erlebten diese mit ihrem Piloten Tino (Klaus Dahlen) allerlei Amüsantes. Running Gag der Serie war, dass das Flugzeug beim Start jedes Mal derart dicht über den Kontrollturm flog, dass dessen Fensterscheiben zu Bruch gingen. Hierbei wurde die heutige HB-HOS (damals A-701) verwendet. Die Abzeichen der Schweizer Flugwaffe und das Kennzeichen der Maschine wurden für die Filmaufnahmen mit den Insignien der fiktiven Fluggesellschaft abgedeckt. (Zöller, S. 102)
Weitere bekannte Filmaufnahmen mit Ju 52 / CASA 352:
- 1958 – Hunde, wollt Ihr ewig leben? – HB-HOT im Luftwaffen-Erscheinungsbild
- 1960 – Spionage auf Befehl – HB-HOT
- 1968 – Where Eagles Dare – HB-HOT als CN+4V
- 1976 – Als der Krieg nach Appelbö kam – G-BECL als N9+AA
- 1978 – Serie Himmlische Töchter – HB-HOS
- 1981 – The Loch Ness Horror – HB-HOT (Filmreste aus "Where Eagles Dare")
- 1982 – Caught in a Free State – N9012L als +AC
- 1985 – The Dirty Dozen: Next Mission – G-BFHG als D2+600
- 1988 – Piece of Cake – G-BFHG als D-TABIX
- 1995 – Cry, the beloved country – ZS-AFA
- 1998 – Das Mädchen Deiner Träume – EdA 721-14 als D-2521
- 1998 – African Express – ZS-AFA
- 2001 – Die Männer Ihrer Majestät – HB-HOT als "5"
- 2003 – Stunde der Offiziere – HB-HOT als 1Z+AU
- 2007 – Walküre – HB-HOT als D-2600 und HB-HOP als DT+AY
- 2012 – Bis zum Horizont und dann links – HB-HOT
- 2017 – The Crown – HB-HOT als S4+CW
- 2019 – Mientras dure la guerra – EdA 911-16 als 22-51

## Ju-52 New Generation (Ju-52 NG)
Die schweizerische Junkers Flugzeugwerke AG aus Widnau am Bodensee kündigte im Vorfeld der AERO 2022 in Friedrichshafen das Nachfolgemodell der Ju-52, die Ju-52 New Generation, an. Die Ju-52 NG soll 14 Passagiere transportieren können und nach der Zulassung, die wohl nicht vor 2025/26 zu erwarten ist, auf den Markt kommen. Das Anwendungsgebiet der Ju-52 NG sollen Rundflüge über besiedeltem Gebiet aufgrund der hohen Agilität und Zuverlässigkeit (3 Motoren) sowie Inselhopping und Rundreisen in abgelegenen Gebieten sein. Folgende technische Daten der Konzeptstudie der Ju-52 New Generation sind bekannt:
| Kenngröße                        | Daten                                                             |
| -------------------------------- | ----------------------------------------------------------------- |
| Besatzung                        | 2 bis 3 (zwei Piloten und, bei Bedarf, ein Flugbegleiter)         |
| Passagiere                       | 14 (alternativ können bis zu 6 Frachtpaletten aufgenommen werden) |
| Länge                            | 19,20 m                                                           |
| Spannweite                       | 29,25 m                                                           |
| Höhe                             | 6,30 m                                                            |
| Max. Startmasse                  | ~8600 kg                                                          |
| Triebwerke und Leistung          | 3 × V12-Motor RED A03-005 mit je 550 PS (405 kW)                  |
| Propeller                        | 3 × MTV-9-Verstellpropeller                                       |
| Minimal benötigte Startbahnlänge | 641 m auf der Betonpiste, 801 m auf nassem Gras                   |
| Minimal benötigte Landebahnlänge | 631 m auf der Betonpiste, 733 m auf nassem Gras                   |
| Reisegeschwindigkeit             | 180 km/h                                                          |
| Reichweite                       | ~1200 km                                                          |
| Elektronische Avionik-Suite      | Garmin                                                            |

Die endgültige Entscheidung über den Bau der Ju-52NG steht noch aus.

## Videomaterial
- Tante Ju beim großen Check. Ein Oldtimer wird runderneuert. Fernseh-Reportage, Deutschland, 2013, 29 Min., Buch und Regie: Andreas Graf, Produktion: SWR, Reihe: Schlaglicht, Erstsendung: 26. November 2013 bei SWR, Inhaltsangabe von ARD und online-Video.
- Historische Flugrouten, 90-min-Doku bei ServusTV